# Liste der Baudenkmale in Alfeld (Leine)

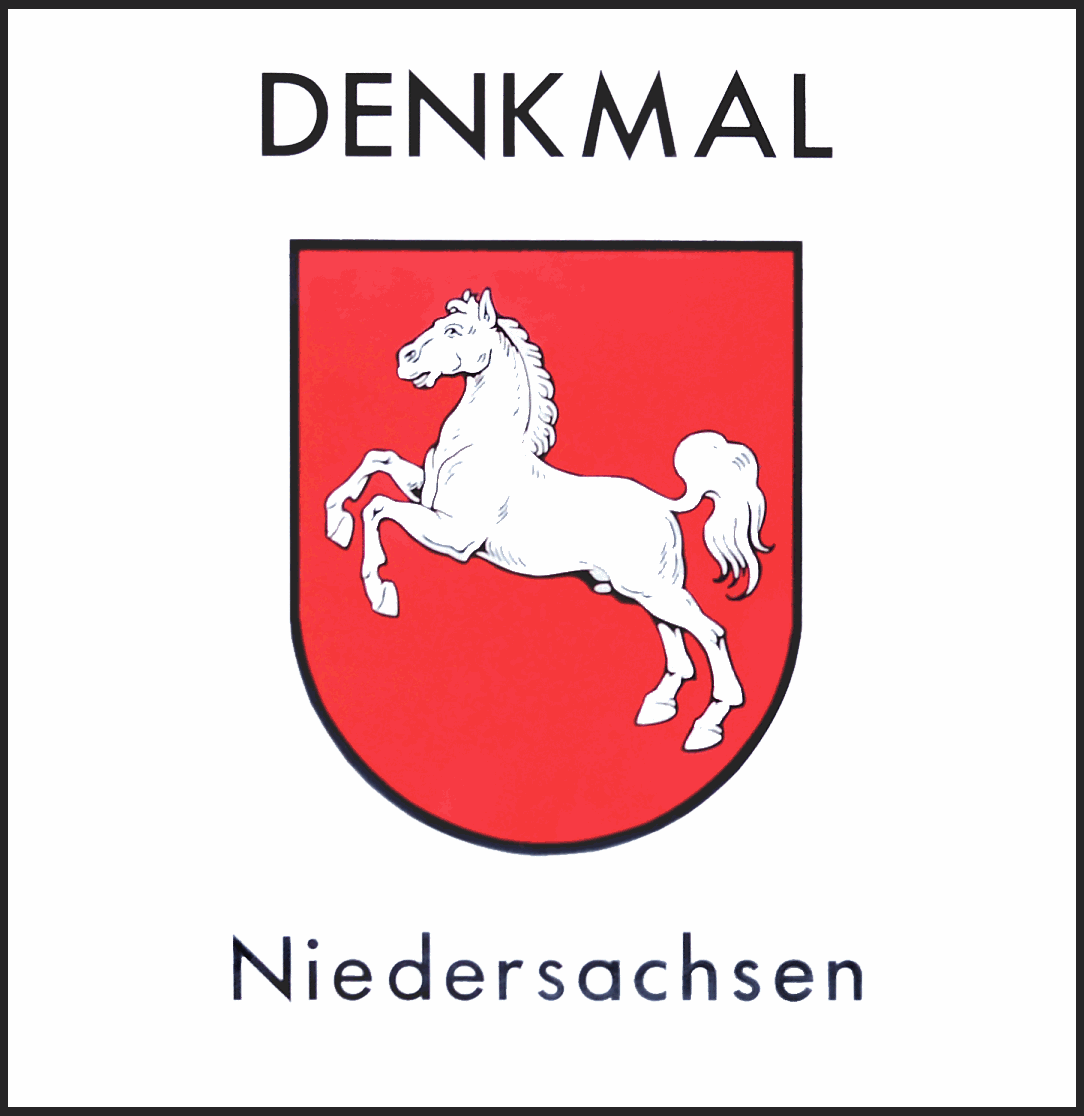

In der Liste der Baudenkmale in Alfeld sind die Baudenkmale der niedersächsischen Stadt Alfeld (Leine) und ihrer Stadtteile aufgelistet. Die Quelle der Baudenkmale ist der Denkmalatlas Niedersachsen. Der Stand der Liste ist das Jahr 2020.

## Allgemein
In den Spalten befinden sich folgende Informationen:
- Lage: die Adresse des Baudenkmales und die geographischen Koordinaten. Kartenansicht, um Koordinaten zu setzen. In der Kartenansicht sind Baudenkmale ohne Koordinaten mit einem roten Marker dargestellt und können in der Karte gesetzt werden. Baudenkmale ohne Bild sind mit einem blauen Marker gekennzeichnet, Baudenkmale mit Bild mit einem grünen Marker.
- Bezeichnung: Bezeichnung des Baudenkmales
- Beschreibung: die Beschreibung des Baudenkmales. Unter § 3 Abs. 2 NDSchG werden Einzeldenkmale und unter § 3 Abs. 3 NDSchG Gruppen baulicher Anlagen und deren Bestandteile ausgewiesen.
- ID: die Objekt-ID des Baudenkmales
- Bild: ein Bild des Baudenkmales, ggf. zusätzlich mit einem Link zu weiteren Fotos des Baudenkmals im Medienarchiv Wikimedia Commons. Wenn man auf das Kamerasymbol klickt, können Fotos zu Baudenkmalen aus dieser Liste hochgeladen werden:

## Alfeld (Kernort)

### Altstadt

#### Gruppe: Wallanlage Alfeld
Die Gruppe „Wallanlage Alfeld“ hat die ID 34574670.

| Lage                                          | Bezeichnung                   | Beschreibung | ID       | Bild |
| --------------------------------------------- | ----------------------------- | ------------ | -------- | ---- |
| Brauereiwall 51° 59′ 9″ N, 9° 49′ 43″ O       | Teich, südlicher Brauereiwall |              | 34576128 |      |
| Brauereiwall 51° 59′ 21″ N, 9° 49′ 35″ O      | Warne, Nordabschnitt          |              | 34576253 |      |
| Brauereiwall 51° 59′ 9″ N, 9° 49′ 45″ O       | Warne, Südabschnitt           |              | 34576277 |      |
| Fritz-Reuter-Wall 51° 59′ 21″ N, 9° 49′ 26″ O | Warne                         |              | 34576301 |      |
| Brauereiwall 51° 59′ 22″ N, 9° 49′ 29″ O      | Brauereiwall, Nordabschnitt   |              | 34576559 |      |
| Brauereiwall 51° 59′ 21″ N, 9° 49′ 27″ O      | Fritz-Reuter-Wall             |              | 34576740 | BW   |
| Brauereiwall 51° 59′ 11″ N, 9° 49′ 41″ O      | Brauereiwall, Südabschnitt    |              | 34577682 |      |
| Holzer Straße 17 51° 59′ 23″ N, 9° 49′ 25″ O  | Garten                        |              | 35738708 | BW   |

#### Gruppe: Kirche mit Umgebung
Die Gruppe „Kirche mit Umgebung“ hat die ID 34574541.

| Lage                                           | Bezeichnung                 | Beschreibung | ID       | Bild           |
| ---------------------------------------------- | --------------------------- | --- | -------- | -------------- |
| Am Kirchhof 51° 59′ 12″ N, 9° 49′ 31″ O        | Einfriedung                 | | 34576198 |                |
| Am Kirchhof 6 51° 59′ 11″ N, 9° 49′ 33″ O      | St.-Nicolai-Kirche          | | 34576397 | Weitere Bilder |
| Am Kirchhof 1 51° 59′ 10″ N, 9° 49′ 33″ O      | Wohnhaus                    | | 34576422 |                |
| Am Kirchhof 2 51° 59′ 10″ N, 9° 49′ 33″ O      | Wohnhaus                    | | 34576444 |                |
| Am Kirchhof 3 51° 59′ 10″ N, 9° 49′ 34″ O      | Wohnhaus                    | | 34576466 |                |
| Am Kirchhof 4 51° 59′ 10″ N, 9° 49′ 34″ O      | Wohnhaus                    | | 34576488 |                |
| Am Kirchhof 5 51° 59′ 10″ N, 9° 49′ 35″ O      | Altes Seminar, Lateinschule | Die Lateinschule wurde ab 1610 erbaut. Es ist ein freistehendes, zweigeschossiges Fachwerkhaus aus Eichen. Das Haus befindet sich in unmittelbarer Nähe der Kirche. Geschmückt ist das Gebäude außen mit geschnitzten Bildern und Füllungen. Heute befindet sich hier das Heimatmuseum. | 34576536 | Weitere Bilder |
| Über der Kirche 2 51° 59′ 12″ N, 9° 49′ 34″ O  | Wohnhaus                    | | 34577572 |                |
| Über der Kirche 3 51° 59′ 12″ N, 9° 49′ 34″ O  | Wohn-/Geschäftshaus         | | 34577594 |                |
| Über der Kirche 4 51° 59′ 12″ N, 9° 49′ 35″ O  | Wohnhaus                    | | 34577616 |                |
| Über der Kirche 51° 59′ 11″ N, 9° 49′ 35″ O    | Schumann-Denkmal            | | 34577527 |                |
| Unter der Kirche 9 51° 59′ 10″ N, 9° 49′ 32″ O | Wohnhaus                    | | 34577660 |                |

#### Gruppe: Wohnhäuser Am Klinsberg 1–4
Die Gruppe „Wohnhäuser Am Klinsberg 1-4“ hat die ID 34574556.

| Lage                                      | Bezeichnung | Beschreibung | ID       | Bild |
| ----------------------------------------- | ----------- | ------------ | -------- | ---- |
| Am Klinsberg 1 51° 59′ 6″ N, 9° 49′ 34″ O | Wohnhaus    |              | 34577953 |      |
| Am Klinsberg 2 51° 59′ 6″ N, 9° 49′ 34″ O | Wohnhaus    |              | 34577975 |      |
| Am Klinsberg 3 51° 59′ 6″ N, 9° 49′ 35″ O | Wohnhaus    |              | 34577997 |      |
| Am Klinsberg 4 51° 59′ 6″ N, 9° 49′ 35″ O | Wohnhaus    |              | 34578019 |      |

#### Gruppe: Am Klinsberg 6, 12, 13
Die Gruppe „Wohnhäuser Am Klinsberg 1-4“ hat die ID 34574556.

| Lage                                       | Bezeichnung            | Beschreibung | ID       | Bild |
| ------------------------------------------ | ---------------------- | ------------ | -------- | ---- |
| Am Klinsberg 6 51° 59′ 6″ N, 9° 49′ 38″ O  | von Steinbergscher Hof |              | 34578916 |      |
| Am Klinsberg 12 51° 59′ 7″ N, 9° 49′ 37″ O | Wohnhaus               |              | 34580097 |      |
| Am Klinsberg 13 51° 59′ 7″ N, 9° 49′ 36″ O | Wohnhaus               |              | 34580119 |      |

#### Gruppe: Am Mönchehof 1, 3, 5
Die Gruppe „Am Mönchehof 1, 3, 5“ hat die ID 34574600.

| Lage                                       | Bezeichnung | Beschreibung | ID       | Bild |
| ------------------------------------------ | ----------- | ------------ | -------- | ---- |
| Am Mönchehof 1 51° 59′ 12″ N, 9° 49′ 35″ O | Wohnhaus    |              | 34580141 |      |
| Am Mönchehof 3 51° 59′ 13″ N, 9° 49′ 35″ O | Wohnhaus    |              | 34580208 |      |
| Am Mönchehof 5 51° 59′ 13″ N, 9° 49′ 35″ O | Wohnhaus    |              | 34580230 |      |

#### Gruppe: St.-Elisabeth-Hospital mit Kapelle
Die Gruppe „St.-Elisabeth-Hospital mit Kapelle“ hat die ID 34574614.

| Lage                                       | Bezeichnung | Beschreibung | ID       | Bild |
| ------------------------------------------ | ----------- | ------------ | -------- | ---- |
| Am Mönchehof 2 51° 59′ 12″ N, 9° 49′ 37″ O | Siechenhaus |              | 34580163 |      |
| Am Mönchehof 2 51° 59′ 12″ N, 9° 49′ 36″ O | Kapelle     |              | 34580186 |      |

#### Gruppe: Holzer Straße 11
Die Gruppe „Holzer Straße 11“ hat die ID 34574843.

| Lage                                         | Bezeichnung         | Beschreibung | ID       | Bild |
| -------------------------------------------- | ------------------- | ------------ | -------- | ---- |
| Holzer Straße 11 51° 59′ 18″ N, 9° 49′ 30″ O | Wohn-/Geschäftshaus | abgerissen   | 34578041 | BW   |
| Holzer Straße 11 51° 59′ 18″ N, 9° 49′ 30″ O | Nebengebäude        |              | 34578065 |      |

#### Gruppe: Wohnhäuser Hinter der Schule
Die Gruppe „Wohnhäuser Hinter der Schule“ hat die ID 34574801.

| Lage                                            | Bezeichnung         | Beschreibung | ID       | Bild |
| ----------------------------------------------- | ------------------- | ------------ | -------- | ---- |
| Hinter der Schule 2 51° 59′ 9″ N, 9° 49′ 34″ O  | Wohnhaus            |              | 34576994 |      |
| Hinter der Schule 3 51° 59′ 9″ N, 9° 49′ 35″ O  | Wohnhaus            |              | 34577016 |      |
| Hinter der Schule 4 51° 59′ 9″ N, 9° 49′ 35″ O  | Wohnhaus            |              | 34577038 |      |
| Hinter der Schule 5 51° 59′ 10″ N, 9° 49′ 35″ O | Wohnhaus            |              | 34577060 |      |
| Seminarstraße 1 51° 59′ 10″ N, 9° 49′ 36″ O     | Wohnhaus            |              | 34577461 |      |
| Seminarstraße 2 51° 59′ 9″ N, 9° 49′ 36″ O      | Wohn-/Geschäftshaus |              | 34577483 |      |
| Seminarstraße 3 51° 59′ 9″ N, 9° 49′ 36″ O      | Wohnhaus            |              | 34577505 |      |

#### Gruppe: Holzer Straße 15, 16
Die Gruppe „Holzer Straße 15, 16“ hat die ID 34574858.

| Lage                                         | Bezeichnung              | Beschreibung | ID       | Bild |
| -------------------------------------------- | ------------------------ | ------------ | -------- | ---- |
| Holzer Straße 15 51° 59′ 20″ N, 9° 49′ 29″ O | Wohnhaus                 |              | 34578087 |      |
| Holzer Straße 15 51° 59′ 20″ N, 9° 49′ 31″ O | Scheune                  |              | 34578834 | BW   |
| Holzer Straße 16 51° 59′ 20″ N, 9° 49′ 29″ O | Wohn-/Wirtschaftsgebäude |              | 34578114 |      |

#### Gruppe: Holzer Straße 16a
Die Gruppe „Holzer Straße 16a“ hat die ID 34574872.

| Lage                                          | Bezeichnung | Beschreibung | ID       | Bild |
| --------------------------------------------- | ----------- | ------------ | -------- | ---- |
| Holzer Straße 16a 51° 59′ 20″ N, 9° 49′ 29″ O | Villa       |              | 34578136 |      |
| Holzer Straße 16a 51° 59′ 20″ N, 9° 49′ 29″ O | Park        |              | 34578158 | BW   |
| Holzer Straße 16a 51° 59′ 20″ N, 9° 49′ 29″ O | Einfriedung |              | 34578180 |      |

#### Gruppe: Holzer Straße 17a
Die Gruppe „Holzer Straße 17a“ hat die ID 34574902.

| Lage                                          | Bezeichnung | Beschreibung                                  | ID       | Bild |
| --------------------------------------------- | ----------- | --------------------------------------------- | -------- | ---- |
| Holzer Straße 17a 51° 59′ 21″ N, 9° 49′ 27″ O | Wohnhaus    | (Teil der Baudenkmalgruppe Holzer Straße 17a) | 34578268 |      |
| Holzer Straße 17a 51° 59′ 21″ N, 9° 49′ 27″ O | Garten      | (Teil der Baudenkmalgruppe Holzer Straße 17a) | 34578290 |      |

#### Gruppe: Kreuzstraße
Die Gruppe „Kreuzstraße“ hat die ID 34574960.

| Lage                                            | Bezeichnung | Beschreibung | ID       | Bild |
| ----------------------------------------------- | ----------- | ------------ | -------- | ---- |
| Kreuzstraße 1 51° 59′ 18″ N, 9° 49′ 25″ O       | Wohnhaus    |              | 34578496 |      |
| Kreuzstraße 2 51° 59′ 18″ N, 9° 49′ 25″ O       | Wohnhaus    |              | 34578518 |      |
| Kreuzstraße 3 51° 59′ 17″ N, 9° 49′ 25″ O       | Wohnhaus    |              | 34578540 |      |
| Kreuzstraße 4 51° 59′ 17″ N, 9° 49′ 24″ O       | Wohnhaus    |              | 34578562 |      |
| Kreuzstraße 5 51° 59′ 17″ N, 9° 49′ 25″ O       | Wohnhaus    |              | 34578584 |      |
| Kreuzstraße 6 51° 59′ 17″ N, 9° 49′ 25″ O       | Wohnhaus    |              | 34578612 |      |
| Kreuzstraße 7 51° 59′ 18″ N, 9° 49′ 26″ O       | Wohnhaus    |              | 34578634 |      |
| Kreuzstraße 8 51° 59′ 16″ N, 9° 49′ 25″ O       | Wohnhaus    |              | 34578656 |      |
| Perkstraße 8 51° 59′ 16″ N, 9° 49′ 25″ O        | Wohnhaus    |              | 34578700 |      |
| Ständehausstraße 8 51° 59′ 18″ N, 9° 49′ 24″ O  | Wohnhaus    |              | 34583064 |      |
| Ständehausstraße 9 51° 59′ 18″ N, 9° 49′ 25″ O  | Wohnhaus    |              | 34578744 |      |
| Ständehausstraße 10 51° 59′ 18″ N, 9° 49′ 25″ O | Wohnhaus    |              | 34578766 |      |

#### Gruppe: Kurze Straße 5–10
Die Gruppe „Kurze Straße 5-10“ hat die ID 34575002.

| Lage                                         | Bezeichnung         | Beschreibung | ID       | Bild |
| -------------------------------------------- | ------------------- | ------------ | -------- | ---- |
| Kurze Straße 5/5a 51° 59′ 9″ N, 9° 49′ 29″ O | Wohn-/Geschäftshaus |              | 34578984 |      |
| Kurze Straße 6 51° 59′ 9″ N, 9° 49′ 30″ O    | Wohn-/Geschäftshaus |              | 34579028 |      |
| Kurze Straße 7 51° 59′ 9″ N, 9° 49′ 30″ O    | Wohn-/Geschäftshaus |              | 34579050 |      |
| Kurze Straße 8 51° 59′ 9″ N, 9° 49′ 31″ O    | Wohn-/Geschäftshaus |              | 34579072 |      |
| Kurze Straße 9 51° 59′ 9″ N, 9° 49′ 31″ O    | Wohn-/Geschäftshaus |              | 34579094 |      |
| Kurze Straße 10 51° 59′ 9″ N, 9° 49′ 31″ O   | Wohn-/Geschäftshaus |              | 34579116 |      |

#### Gruppe: Kurze Straße 1
Die Gruppe „Kurze Straße 1“ hat die ID 34574974.

| Lage                                          | Bezeichnung         | Beschreibung | ID       | Bild |
| --------------------------------------------- | ------------------- | ------------ | -------- | ---- |
| Kurze Straße 1 51° 59′ 9″ N, 9° 49′ 30″ O     | Wohn-/Geschäftshaus |              | 34578678 |      |
| Unter der Kirche 8 51° 59′ 9″ N, 9° 49′ 30″ O | Wohn-/Geschäftshaus |              | 34578788 |      |

#### Gruppe: Leinstraße 3–5
Die Gruppe „Leinstraße 3-5“ hat die ID 34575016.

| Lage                                     | Bezeichnung         | Beschreibung | ID       | Bild |
| ---------------------------------------- | ------------------- | ------------ | -------- | ---- |
| Leinstraße 3 51° 59′ 12″ N, 9° 49′ 25″ O | Wohn-/Geschäftshaus |              | 34579138 |      |
| Leinstraße 4 51° 59′ 11″ N, 9° 49′ 25″ O | Wohn-/Geschäftshaus |              | 34579160 |      |
| Leinstraße 5 51° 59′ 11″ N, 9° 49′ 26″ O | Wohn-/Geschäftshaus |              | 34579182 |      |

#### Sonstige Baudenkmale
| Lage                                                              | Bezeichnung                                            | Beschreibung                                                      | ID       | Bild |
| ----------------------------------------------------------------- | ------------------------------------------------------ | ----------------------------------------------------------------- | -------- | ---- |
| Brauereiwall 51° 59′ 14″ N, 9° 49′ 39″ O                          | Stadtmauerrest                                         |                                                                   | 34581992 |      |
| Am Klinsberg 7 51° 59′ 7″ N, 9° 49′ 36″ O                         | Wohnhaus                                               |                                                                   | 34581718 | BW   |
| Am Klinsberg 9 51° 59′ 7″ N, 9° 49′ 38″ O                         | Wohn-/Wirtschaftsgebäude                               |                                                                   | 34581738 |      |
| Am Klinsberg 11 51° 59′ 7″ N, 9° 49′ 37″ O                        | Wohnhaus                                               |                                                                   | 34581758 |      |
| Am Klinsberg 16 51° 59′ 7″ N, 9° 49′ 35″ O                        | Wohnhaus                                               |                                                                   | 34581778 |      |
| Am Mönchehof 4 51° 59′ 13″ N, 9° 49′ 37″ O                        | Superintendentur                                       |                                                                   | 34581798 |      |
| Burgfreiheit 5 51° 59′ 3″ N, 9° 49′ 28″ O                         | Deutsche Bank                                          |                                                                   | 34582033 |      |
| Holzer Straße 4 51° 59′ 16″ N, 9° 49′ 31″ O                       | Wohnhaus                                               | Das Haus steht nicht mehr.                                        | 34582193 | BW   |
| Holzer Straße 7 51° 59′ 17″ N, 9° 49′ 31″ O                       | Wohnhaus                                               |                                                                   | 34582213 |      |
| Holzer Straße 9 51° 59′ 17″ N, 9° 49′ 31″ O                       | Wohnhaus                                               |                                                                   | 34582233 |      |
| Holzer Straße 10 51° 59′ 18″ N, 9° 49′ 30″ O                      | Wohnhaus                                               |                                                                   | 34582253 |      |
| Holzer Straße 12 51° 59′ 18″ N, 9° 49′ 30″ O                      | Wohnhaus                                               |                                                                   | 34582273 |      |
| Holzer Straße 14a 51° 59′ 19″ N, 9° 49′ 29″ O                     | Wohnhaus                                               |                                                                   | 34582293 |      |
| Holzer Straße 20 51° 59′ 20″ N, 9° 49′ 28″ O                      | Wohn-/Wirtschaftsgebäude                               |                                                                   | 34582313 |      |
| Holzer Straße 22 51° 59′ 19″ N, 9° 49′ 28″ O                      | Wohn-/Geschäftshaus                                    |                                                                   | 34582333 |      |
| Holzer Straße 30 51° 59′ 17″ N, 9° 49′ 29″ O                      | Wohnhaus                                               |                                                                   | 34582353 |      |
| Leinstraße 2 51° 59′ 11″ N, 9° 49′ 24″ O                          | Speicher am Perkwall                                   |                                                                   | 34582607 |      |
| Leinstraße 51° 59′ 6″ N, 9° 49′ 27″ O                             | Baudenkmalgruppe Leinstraße 17                         |                                                                   | 34575030 | BW   |
| Leinstraße 17 51° 59′ 6″ N, 9° 49′ 28″ O                          | Wohn-/Geschäftshaus                                    | (Teil der Baudenkmalgruppe Leinstraße 17)                         | 34579204 |      |
| Leinstraße 17 51° 59′ 6″ N, 9° 49′ 28″ O                          | Wohnhaus                                               | (Teil der Baudenkmalgruppe Leinstraße 17)                         | 34579770 | BW   |
| Leinstraße 51° 59′ 6″ N, 9° 49′ 28″ O                             | Baudenkmalgruppe Leinstraße 18, 19                     |                                                                   | 34575045 |      |
| Leinstraße 18 51° 59′ 6″ N, 9° 49′ 28″ O                          | Wohn-/Geschäftshaus                                    | (Teil der Baudenkmalgruppe Leinstraße 18, 19)                     | 34579234 |      |
| Leinstraße 19 51° 59′ 6″ N, 9° 49′ 28″ O                          | Wohn-/Geschäftshaus                                    | (Teil der Baudenkmalgruppe Leinstraße 18, 19)                     | 34579256 |      |
| Leinstraße 51° 59′ 5″ N, 9° 49′ 28″ O                             | Baudenkmalgruppe Leinstraße 20, 21                     |                                                                   | 34575059 | BW   |
| Leinstraße 20 51° 59′ 5″ N, 9° 49′ 28″ O                          | Wohn-/Geschäftshaus                                    | (Teil der Baudenkmalgruppe Leinstraße 20, 21)                     | 34579278 |      |
| Leinstraße 21 51° 59′ 5″ N, 9° 49′ 28″ O                          | Wohn-/Geschäftshaus                                    | (Teil der Baudenkmalgruppe Leinstraße 20, 21)                     | 34579300 |      |
| Leinstraße 23 51° 59′ 4″ N, 9° 49′ 28″ O                          | Wohn-/Geschäftshaus                                    |                                                                   | 34582628 |      |
| Leinstraße 24 51° 59′ 4″ N, 9° 49′ 29″ O                          | Wohn-/Geschäftshaus                                    |                                                                   | 34582648 |      |
| Leinstraße 51° 59′ 9″ N, 9° 49′ 28″ O                             | Baudenkmalgruppe Leinstraße 36, Kurze Straße 4         |                                                                   | 34574988 | BW   |
| Kurze Straße 4 51° 59′ 9″ N, 9° 49′ 29″ O                         | Wohn-/Geschäftshaus                                    | (Teil der Baudenkmalgruppe Leinstraße 36, Kurze Straße 4)         | 34578962 | BW   |
| Leinstraße 36 51° 59′ 9″ N, 9° 49′ 28″ O                          | Wohn-/Geschäftshaus                                    | (Teil der Baudenkmalgruppe Leinstraße 36, Kurze Straße 4)         | 34579350 |      |
| Leinstraße 43 51° 59′ 11″ N, 9° 49′ 27″ O                         | Wohn-/Geschäftshaus                                    |                                                                   | 34582690 |      |
| Marktplatz 51° 59′ 13″ N, 9° 49′ 31″ O                            | Baudenkmalgruppe Marktplatz                            |                                                                   | 34574825 |      |
| Marktplatz 1 51° 59′ 12″ N, 9° 49′ 32″ O                          | Rathaus                                                | (Teil der Baudenkmalgruppe Marktplatz)                            | 34577195 |      |
| Über der Kirche 1 51° 59′ 12″ N, 9° 49′ 33″ O                     | Wohnhaus                                               | (Teil der Baudenkmalgruppe Marktplatz)                            | 34577550 |      |
| Marktplatz 3 51° 59′ 13″ N, 9° 49′ 33″ O                          | Wohn-/Geschäftshaus                                    | (Teil der Baudenkmalgruppe Marktplatz)                            | 34577241 | BW   |
| Marktplatz 4 51° 59′ 13″ N, 9° 49′ 33″ O                          | Wohn-/Geschäftshaus                                    | (Teil der Baudenkmalgruppe Marktplatz)                            | 34577263 |      |
| Marktplatz 5 51° 59′ 14″ N, 9° 49′ 32″ O                          | Wohn-/Geschäftshaus                                    | (Teil der Baudenkmalgruppe Marktplatz)                            | 34577285 |      |
| Marktplatz 6 51° 59′ 14″ N, 9° 49′ 32″ O                          | Wohn-/Geschäftshaus                                    | (Teil der Baudenkmalgruppe Marktplatz)                            | 34577307 |      |
| Marktplatz 7 51° 59′ 14″ N, 9° 49′ 32″ O                          | Wohn-/Geschäftshaus                                    | (Teil der Baudenkmalgruppe Marktplatz)                            | 34577329 |      |
| Marktplatz 8 51° 59′ 15″ N, 9° 49′ 32″ O                          | Wohnhaus                                               | (Teil der Baudenkmalgruppe Marktplatz)                            | 34577351 |      |
| Holzer Straße 1 51° 59′ 15″ N, 9° 49′ 31″ O                       | Wohnhaus                                               | (Teil der Baudenkmalgruppe Marktplatz)                            | 34577082 |      |
| Holzer Straße 33 51° 59′ 15″ N, 9° 49′ 30″ O                      | Wohn-/Wirtschaftsgebäude                               | (Teil der Baudenkmalgruppe Marktplatz)                            | 34577104 |      |
| Marktplatz 9 51° 59′ 15″ N, 9° 49′ 30″ O                          | Wohn-/Wirtschaftsgebäude                               | (Teil der Baudenkmalgruppe Marktplatz)                            | 34577373 |      |
| Marktplatz 10 51° 59′ 14″ N, 9° 49′ 30″ O                         | Wohn-/Wirtschaftsgebäude                               | (Teil der Baudenkmalgruppe Marktplatz)                            | 34577395 |      |
| Marktplatz 11 51° 59′ 14″ N, 9° 49′ 29″ O                         | Wohn-/Geschäftshaus                                    | (Teil der Baudenkmalgruppe Marktplatz)                            | 34577417 |      |
| Marktplatz 12 51° 59′ 14″ N, 9° 49′ 30″ O                         | Hotel                                                  | (Teil der Baudenkmalgruppe Marktplatz)                            | 34577439 |      |
| Unter der Kirche 1 51° 59′ 12″ N, 9° 49′ 30″ O                    | Wohnhaus                                               | (Teil der Baudenkmalgruppe Marktplatz)                            | 34577638 |      |
| Marktplatz 51° 59′ 13″ N, 9° 49′ 31″ O                            | Brunnen                                                | (Teil der Baudenkmalgruppe Marktplatz)                            | 34577150 |      |
| Marktplatz 51° 59′ 13″ N, 9° 49′ 31″ O                            | Gefallenendenkmal 1870/71                              | (Teil der Baudenkmalgruppe Marktplatz)                            | 34577172 |      |
| Marktstraße 51° 59′ 13″ N, 9° 49′ 26″ O                           | Baudenkmalgruppe Marktstraße 4                         |                                                                   | 41164107 | BW   |
| Marktstraße 4 51° 59′ 13″ N, 9° 49′ 26″ O                         | Wohn-/Geschäftshaus                                    | (Teil der Baudenkmalgruppe Marktstraße 4)                         | 34582756 | BW   |
| Marktstraße 4 51° 59′ 14″ N, 9° 49′ 26″ O                         | Werkstatt- und Lagergebäude                            | (Teil der Baudenkmalgruppe Marktstraße 4)                         | 41164707 |      |
| Marktstraße 51° 59′ 12″ N, 9° 49′ 28″ O                           | Baudenkmalgruppe Marktstraße 9, 10                     |                                                                   | 34575087 |      |
| Marktstraße 9 51° 59′ 12″ N, 9° 49′ 27″ O                         | Wohn-/Geschäftshaus                                    | (Teil der Baudenkmalgruppe Marktstraße 9, 10)                     | 34579372 |      |
| Marktstraße 10 51° 59′ 13″ N, 9° 49′ 28″ O                        | Wohn-/Geschäftshaus                                    | (Teil der Baudenkmalgruppe Marktstraße 9, 10)                     | 34579394 |      |
| Baudenkmalgruppe Obere Mühlenstraße 1 51° 59′ 14″ N, 9° 49′ 34″ O | Obere Warnemühle                                       |                                                                   | 34575130 |      |
| Obere Mühlenstraße 1 51° 59′ 14″ N, 9° 49′ 34″ O                  | Mühlengraben                                           | (Teil der Baudenkmalgruppe Obere Mühlenstraße 1)                  | 34579863 |      |
| Obere Mühlenstraße 1 51° 59′ 14″ N, 9° 49′ 34″ O                  | Wassermühle                                            | (Teil der Baudenkmalgruppe Obere Mühlenstraße 1)                  | 34580451 |      |
| Paulistraße 51° 59′ 6″ N, 9° 49′ 31″ O                            | Baudenkmalgruppe Wohn- und Geschäftsstraße Paulistraße |                                                                   | 34575073 |      |
| Leinstraße 28a 51° 59′ 5″ N, 9° 49′ 29″ O                         | Wohn-/Geschäftshaus                                    | (Teil der Baudenkmalgruppe Wohn- und Geschäftsstraße Paulistraße) | 34579322 |      |
| Paulistraße 5a 51° 59′ 5″ N, 9° 49′ 30″ O                         | Wohn-/Geschäftshaus                                    | (Teil der Baudenkmalgruppe Wohn- und Geschäftsstraße Paulistraße) | 34579460 |      |
| Paulistraße 6 51° 59′ 5″ N, 9° 49′ 30″ O                          | Wohn-/Geschäftshaus                                    | (Teil der Baudenkmalgruppe Wohn- und Geschäftsstraße Paulistraße) | 34579482 |      |
| Paulistraße 7 51° 59′ 6″ N, 9° 49′ 31″ O                          | Wohn-/Geschäftshaus                                    | (Teil der Baudenkmalgruppe Wohn- und Geschäftsstraße Paulistraße) | 34579504 |      |
| Paulistraße 8 51° 59′ 6″ N, 9° 49′ 32″ O                          | Wohn-/Geschäftshaus                                    | (Teil der Baudenkmalgruppe Wohn- und Geschäftsstraße Paulistraße) | 34579526 |      |
| Paulistraße 9 51° 59′ 6″ N, 9° 49′ 32″ O                          | Wohn-/Geschäftshaus                                    | (Teil der Baudenkmalgruppe Wohn- und Geschäftsstraße Paulistraße) | 34582822 |      |
| Paulistraße 2 51° 59′ 6″ N, 9° 49′ 31″ O                          | Wohn-/Wirtschaftsgebäude                               |                                                                   | 34582778 |      |
| Paulistraße 4 51° 59′ 6″ N, 9° 49′ 30″ O                          | Wohnhaus                                               |                                                                   | 34582800 |      |
| Paulistraße 11 51° 59′ 6″ N, 9° 49′ 33″ O                         | Baudenkmalgruppe Druckerei                             |                                                                   | 34575147 | BW   |
| Paulistraße 11 51° 59′ 6″ N, 9° 49′ 33″ O                         | Wohnhaus                                               | (Teil der Baudenkmalgruppe Druckerei)                             | 34580475 | BW   |
| Paulistraße 11 51° 59′ 5″ N, 9° 49′ 34″ O                         | Druckerei                                              | (Teil der Baudenkmalgruppe Druckerei)                             | 34579887 |      |
| Perkstraße 2 51° 59′ 16″ N, 9° 49′ 28″ O                          | Wohnhaus                                               |                                                                   | 34582842 |      |
| Perkstraße 51° 59′ 16″ N, 9° 49′ 26″ O                            | Baudenkmalgruppe Perkstraße 3-7                        |                                                                   | 34575163 |      |
| Perkstraße 3 51° 59′ 16″ N, 9° 49′ 27″ O                          | Wohn-/Geschäftshaus                                    | (Teil der Baudenkmalgruppe Perkstraße 3-7)                        | 34580498 |      |
| Perkstraße 4/5 51° 59′ 16″ N, 9° 49′ 26″ O                        | Wohn-/Geschäftshaus                                    | (Teil der Baudenkmalgruppe Perkstraße 3-7)                        | 34580525 |      |
| Perkstraße 6 51° 59′ 16″ N, 9° 49′ 26″ O                          | Wohnhaus                                               | (Teil der Baudenkmalgruppe Perkstraße 3-7)                        | 34580589 |      |
| Perkstraße 7 51° 59′ 16″ N, 9° 49′ 25″ O                          | Wohnhaus                                               | (Teil der Baudenkmalgruppe Perkstraße 3-7)                        | 34580611 |      |
| Perkstraße 51° 59′ 17″ N, 9° 49′ 22″ O                            | Baudenkmalgruppe Perkstraße 12, 13                     |                                                                   | 34575179 | BW   |
| Perkstraße 12 51° 59′ 17″ N, 9° 49′ 23″ O                         | Wohnhaus                                               | (Teil der Baudenkmalgruppe Perkstraße 12, 13)                     | 34580633 |      |
| Perkstraße 13 51° 59′ 17″ N, 9° 49′ 22″ O                         | Wohnhaus                                               | (Teil der Baudenkmalgruppe Perkstraße 12, 13)                     | 34580655 |      |
| Perkstraße 14 51° 59′ 17″ N, 9° 49′ 21″ O                         | Ravenhaus, Armenhaus                                   |                                                                   | 34582862 |      |
| Perkstraße 51° 59′ 17″ N, 9° 49′ 22″ O                            | Baudenkmalgruppe Perkstraße 15-21/Mittelstraße 1       |                                                                   | 34575101 |      |
| Mittelstraße 1 51° 59′ 16″ N, 9° 49′ 23″ O                        | Wohnhaus                                               | (Teil der Baudenkmalgruppe Perkstraße 15-21/Mittelstraße 1)       | 34579416 |      |
| Perkstraße 15 51° 59′ 17″ N, 9° 49′ 20″ O                         | Wohnhaus                                               | (Teil der Baudenkmalgruppe Perkstraße 15-21/Mittelstraße 1)       | 34579548 |      |
| Perkstraße 16 51° 59′ 17″ N, 9° 49′ 21″ O                         | Wohnhaus                                               | (Teil der Baudenkmalgruppe Perkstraße 15-21/Mittelstraße 1)       | 34579570 |      |
| Perkstraße 17 51° 59′ 17″ N, 9° 49′ 21″ O                         | Wohnhaus                                               | (Teil der Baudenkmalgruppe Perkstraße 15-21/Mittelstraße 1)       | 34579592 |      |
| Perkstraße 18 51° 59′ 17″ N, 9° 49′ 22″ O                         | Wohnhaus                                               | (Teil der Baudenkmalgruppe Perkstraße 15-21/Mittelstraße 1)       | 34579614 |      |
| Perkstraße 19 51° 59′ 16″ N, 9° 49′ 22″ O                         | Wohnhaus                                               | (Teil der Baudenkmalgruppe Perkstraße 15-21/Mittelstraße 1)       | 34579636 |      |
| Perkstraße 20 51° 59′ 16″ N, 9° 49′ 23″ O                         | Wohnhaus                                               | (Teil der Baudenkmalgruppe Perkstraße 15-21/Mittelstraße 1)       | 34579658 |      |
| Perkstraße 21 51° 59′ 16″ N, 9° 49′ 23″ O                         | Wohnhaus                                               | (Teil der Baudenkmalgruppe Perkstraße 15-21/Mittelstraße 1)       | 34579680 |      |
| Perkstraße 51° 59′ 16″ N, 9° 49′ 24″ O                            | Baudenkmalgruppe Perkstraße 22, 23/Mittelstraße 3      |                                                                   | 34575115 | BW   |
| Mittelstraße 3 51° 59′ 16″ N, 9° 49′ 24″ O                        | Wohn-/Wirtschaftsgebäude                               | (Teil der Baudenkmalgruppe Perkstraße 22, 23/Mittelstraße 3)      | 34579438 |      |
| Perkstraße 22 51° 59′ 16″ N, 9° 49′ 24″ O                         | Wohnhaus                                               | (Teil der Baudenkmalgruppe Perkstraße 22, 23/Mittelstraße 3)      | 34579702 |      |
| Perkstraße 23 51° 59′ 15″ N, 9° 49′ 25″ O                         | Wohnhaus                                               | (Teil der Baudenkmalgruppe Perkstraße 22, 23/Mittelstraße 3)      | 34579724 |      |
| Perkstraße 27 51° 59′ 15″ N, 9° 49′ 26″ O                         | Wohnhaus                                               |                                                                   | 34582883 |      |
| Perkstraße 28 51° 59′ 14″ N, 9° 49′ 28″ O                         | Villa                                                  |                                                                   | 34582903 |      |
| Perkwall 51° 59′ 10″ N, 9° 49′ 23″ O                              | Wehr                                                   |                                                                   | 34582923 | BW   |
| Planstraße 4 51° 59′ 15″ N, 9° 49′ 20″ O                          | Wohnhaus                                               |                                                                   | 34582943 |      |
| Sedanstraße 51° 59′ 14″ N, 9° 49′ 24″ O                           | Baudenkmalgruppe Sedanstraße 3, 4                      |                                                                   | 34575195 | BW   |
| Sedanstraße 3 51° 59′ 14″ N, 9° 49′ 24″ O                         | Wohnhaus                                               | (Teil der Baudenkmalgruppe Sedanstraße 3, 4)                      | 34580677 |      |
| Sedanstraße 4 51° 59′ 14″ N, 9° 49′ 24″ O                         | Wohn-/Geschäftshaus                                    | (Teil der Baudenkmalgruppe Sedanstraße 3, 4)                      | 34580699 | BW   |
| Sedanstraße 51° 59′ 15″ N, 9° 49′ 23″ O                           | Baudenkmalgruppe Sedanstraße 6, 7                      |                                                                   | 34575210 |      |
| Sedanstraße 6 51° 59′ 15″ N, 9° 49′ 23″ O                         | Wohn-/Geschäftshaus                                    | (Teil der Baudenkmalgruppe Sedanstraße 6, 7)                      | 34580721 |      |
| Sedanstraße 7 51° 59′ 15″ N, 9° 49′ 23″ O                         | Wohnhaus                                               | (Teil der Baudenkmalgruppe Sedanstraße 6, 7)                      | 34580743 |      |
| Sedanstraße 11 51° 59′ 18″ N, 9° 49′ 18″ O                        | Baudenkmalgruppe Sedanstraße 11                        |                                                                   | 34575238 |      |
| Sedanstraße 11 51° 59′ 17″ N, 9° 49′ 20″ O                        | Wohnhaus                                               | (Teil der Baudenkmalgruppe Sedanstraße 11)                        | 34580819 |      |
| Ständehausstraße 3 51° 59′ 18″ N, 9° 49′ 19″ O                    | Wohnhaus                                               | (Teil der Baudenkmalgruppe Sedanstraße 11)                        | 34581157 |      |
| Sedanstraße 51° 59′ 18″ N, 9° 49′ 18″ O                           | Baudenkmalgruppe Sedanstraße 13-15                     |                                                                   | 34575252 | BW   |
| Sedanstraße 13 51° 59′ 18″ N, 9° 49′ 17″ O                        | Wohnhaus                                               | (Teil der Baudenkmalgruppe Sedanstraße 13-15)                     | 34580843 |      |
| Sedanstraße 13 51° 59′ 18″ N, 9° 49′ 16″ O                        | Nebengebäude                                           | (Teil der Baudenkmalgruppe Sedanstraße 13-15)                     | 34579910 |      |
| Sedanstraße 14 51° 59′ 18″ N, 9° 49′ 18″ O                        | Wohnhaus                                               | (Teil der Baudenkmalgruppe Sedanstraße 13-15)                     | 34580866 | BW   |
| Sedanstraße 14 51° 59′ 17″ N, 9° 49′ 17″ O                        | Nebengebäude                                           | (Teil der Baudenkmalgruppe Sedanstraße 13-15)                     | 34580051 | BW   |
| Sedanstraße 15 51° 59′ 17″ N, 9° 49′ 18″ O                        | Wohnhaus                                               | (Teil der Baudenkmalgruppe Sedanstraße 13-15)                     | 34580889 |      |
| Sedanstraße 15 51° 59′ 17″ N, 9° 49′ 18″ O                        | Nebengebäude                                           | (Teil der Baudenkmalgruppe Sedanstraße 13-15)                     | 34580074 |      |
| Sedanstraße 51° 59′ 16″ N, 9° 49′ 21″ O                           | Baudenkmalgruppe Sedanstraße 20, 21                    |                                                                   | 34575267 |      |
| Sedanstraße 20 51° 59′ 16″ N, 9° 49′ 21″ O                        | Wohnhaus                                               | (Teil der Baudenkmalgruppe Sedanstraße 20, 21)                    | 34580912 |      |
| Sedanstraße 21 51° 59′ 15″ N, 9° 49′ 21″ O                        | Wohnhaus                                               | (Teil der Baudenkmalgruppe Sedanstraße 20, 21)                    | 34580934 |      |
| Sedanstraße 22 51° 59′ 15″ N, 9° 49′ 21″ O                        | Wohnhaus                                               |                                                                   | 34582963 |      |
| Sedanstraße 25 51° 59′ 14″ N, 9° 49′ 22″ O                        | Wohnhaus                                               |                                                                   | 34582983 |      |
| Seminarstraße 9 51° 59′ 8″ N, 9° 49′ 38″ O                        | Wohnhaus                                               |                                                                   | 34583003 |      |
| Seminarstraße 15 51° 59′ 8″ N, 9° 49′ 40″ O                       | Wohnhaus                                               |                                                                   | 34583023 |      |
| Seminarstraße 16 51° 59′ 8″ N, 9° 49′ 40″ O                       | Planetenhaus, Wohn-/Wirtschaftsgebäude                 |                                                                   | 34583043 |      |
| Seminarstraße 51° 59′ 9″ N, 9° 49′ 39″ O                          | Baudenkmalgruppe Wohnhäuser, Seminarstraße 20, 21      |                                                                   | 34575940 |      |
| Seminarstraße 20 51° 59′ 9″ N, 9° 49′ 39″ O                       | Wohnhaus                                               | (Teil der Baudenkmalgruppe Wohnhäuser, Seminarstraße 20, 21)      | 34580956 |      |
| Seminarstraße 21 51° 59′ 9″ N, 9° 49′ 39″ O                       | Wohnhaus                                               | (Teil der Baudenkmalgruppe Wohnhäuser, Seminarstraße 20, 21)      | 34580978 |      |
| Seminarstraße 51° 59′ 10″ N, 9° 49′ 37″ O                         | Baudenkmalgruppe Seminarstraße 23-26                   |                                                                   | 34575281 |      |
| Seminarstraße 23 51° 59′ 9″ N, 9° 49′ 37″ O                       | Wohnhaus                                               | (Teil der Baudenkmalgruppe Seminarstraße 23-26)                   | 34581000 |      |
| Seminarstraße 24 51° 59′ 10″ N, 9° 49′ 37″ O                      | Wohnhaus                                               | (Teil der Baudenkmalgruppe Seminarstraße 23-26)                   | 34581022 |      |
| Seminarstraße 25 51° 59′ 10″ N, 9° 49′ 37″ O                      | Wohnhaus                                               | (Teil der Baudenkmalgruppe Seminarstraße 23-26)                   | 34581044 |      |
| Seminarstraße 26 51° 59′ 10″ N, 9° 49′ 37″ O                      | Wohnhaus                                               | (Teil der Baudenkmalgruppe Seminarstraße 23-26)                   | 34581066 |      |
| Ständehausstraße 51° 59′ 19″ N, 9° 49′ 22″ O                      | Baudenkmalgruppe Verwaltungsgebäude und Fillerturm     |                                                                   | 34575295 |      |
| Ständehausstraße 1 51° 59′ 19″ N, 9° 49′ 23″ O                    | Kreisständehaus und Erweiterungsbau                    | (Teil der Baudenkmalgruppe Verwaltungsgebäude und Fillerturm)     | 34581088 |      |
| Ständehausstraße 1 51° 59′ 19″ N, 9° 49′ 22″ O                    | Fillerturm                                             | (Teil der Baudenkmalgruppe Verwaltungsgebäude und Fillerturm)     | 34581111 |      |
| Ständehausstraße 2 51° 59′ 19″ N, 9° 49′ 20″ O                    | Kreiskasse                                             | (Teil der Baudenkmalgruppe Verwaltungsgebäude und Fillerturm)     | 34581134 |      |
| Ständehausstraße 11 51° 59′ 18″ N, 9° 49′ 27″ O                   | Wohnhaus                                               |                                                                   | 34583084 |      |
| Ständehausstraße 12 51° 59′ 18″ N, 9° 49′ 27″ O                   | Wohnhaus                                               |                                                                   | 34583104 |      |
| Untere Mühlenstraße 51° 59′ 13″ N, 9° 49′ 22″ O                   | Baudenkmalgruppe Untere Mühlenstraße 1, 2              |                                                                   | 34575309 | BW   |
| Untere Mühlenstraße 1 51° 59′ 13″ N, 9° 49′ 23″ O                 | Wohnhaus                                               | (Teil der Baudenkmalgruppe Untere Mühlenstraße 1, 2)              | 34581179 | BW   |
| Untere Mühlenstraße 2 51° 59′ 13″ N, 9° 49′ 22″ O                 | Lagergebäude                                           | (Teil der Baudenkmalgruppe Untere Mühlenstraße 1, 2)              | 34581201 |      |
| Untere Mühlenstraße 4 51° 59′ 13″ N, 9° 49′ 22″ O                 | Untere Warnemühle                                      |                                                                   | 34583124 |      |
| Wallstraße 51° 59′ 15″ N, 9° 49′ 35″ O                            | Baudenkmalgruppe Wallstraße 6, 8                       |                                                                   | 34575323 |      |
| Wallstraße 4 51° 59′ 15″ N, 9° 49′ 36″ O                          | Wohnhaus, abgerissen                                   | (Teil der Baudenkmalgruppe Wallstraße 6, 8)                       | 34581223 | BW   |
| Wallstraße 6 51° 59′ 15″ N, 9° 49′ 35″ O                          | Wohnhaus                                               | (Teil der Baudenkmalgruppe Wallstraße 6, 8)                       | 34581245 |      |
| Wallstraße 8 51° 59′ 16″ N, 9° 49′ 35″ O                          | Wohnhaus                                               | (Teil der Baudenkmalgruppe Wallstraße 6, 8)                       | 34581267 |      |
| Wallstraße 24 51° 59′ 18″ N, 9° 49′ 34″ O                         | Baudenkmalgruppe Wallstraße 24                         |                                                                   | 34575337 | BW   |
| Wallstraße 24 51° 59′ 17″ N, 9° 49′ 33″ O                         | Wohnhaus                                               | (Teil der Baudenkmalgruppe Wallstraße 24)                         | 34581289 |      |
| Wallstraße 24 51° 59′ 18″ N, 9° 49′ 34″ O                         | Nebengebäude                                           | (Teil der Baudenkmalgruppe Wallstraße 24)                         | 34579933 |      |
| Winde 51° 59′ 8″ N, 9° 49′ 32″ O                                  | Baudenkmalgruppe Winde 1, 2                            |                                                                   | 34575366 |      |
| Winde 1 51° 59′ 9″ N, 9° 49′ 32″ O                                | Wohn-/Geschäftshaus                                    | (Teil der Baudenkmalgruppe Winde 1, 2)                            | 34581431 |      |
| Winde 2 51° 59′ 8″ N, 9° 49′ 32″ O                                | Wohnhaus                                               | (Teil der Baudenkmalgruppe Winde 1, 2)                            | 34581453 |      |
| Winde 3 51° 59′ 8″ N, 9° 49′ 32″ O                                | Wohn-/Geschäftshaus                                    |                                                                   | 34583186 |      |
| Winde 6 51° 59′ 7″ N, 9° 49′ 32″ O                                | Wohn-/Geschäftshaus                                    |                                                                   | 34583209 |      |
| Winde 7 51° 59′ 6″ N, 9° 49′ 33″ O                                | Wohnhaus                                               |                                                                   | 34583229 |      |
| Winde 51° 59′ 7″ N, 9° 49′ 34″ O                                  | Baudenkmalgruppe Winde 8, 9                            |                                                                   | 34575380 |      |
| Winde 8 51° 59′ 6″ N, 9° 49′ 34″ O                                | Wohn-/Geschäftshaus                                    | (Teil der Baudenkmalgruppe Winde 8, 9)                            | 34581475 |      |
| Winde 9 51° 59′ 7″ N, 9° 49′ 34″ O                                | Wohn-/Geschäftshaus                                    | (Teil der Baudenkmalgruppe Winde 8, 9)                            | 34581497 |      |
| Winde 17 51° 59′ 9″ N, 9° 49′ 33″ O                               | Bürgerschänke (Gildehaus, Zunfthaus)                   |                                                                   | 34583249 |      |
| Ziegelmasch 51° 58′ 56″ N, 9° 49′ 28″ O                           | Baudenkmalgruppe Wohnhäuser Ziegelmasch 2/3, 4, 5      |                                                                   | 34575394 |      |
| Ziegelmasch 2/3 51° 58′ 56″ N, 9° 49′ 27″ O                       | Wohnhaus                                               | (Teil der Baudenkmalgruppe Wohnhäuser Ziegelmasch 2/3, 4, 5)      | 34581519 |      |
| Ziegelmasch 4 51° 58′ 56″ N, 9° 49′ 29″ O                         | Nebengebäude                                           | (Teil der Baudenkmalgruppe Wohnhäuser Ziegelmasch 2/3, 4, 5)      | 34580005 |      |
| Ziegelmasch 4 51° 58′ 55″ N, 9° 49′ 29″ O                         | Wohnhaus                                               | (Teil der Baudenkmalgruppe Wohnhäuser Ziegelmasch 2/3, 4, 5)      | 34581565 |      |
| Ziegelmasch 5 51° 58′ 55″ N, 9° 49′ 29″ O                         | Wohnhaus                                               | (Teil der Baudenkmalgruppe Wohnhäuser Ziegelmasch 2/3, 4, 5)      | 34581588 |      |
| Ziegelmasch 11 51° 58′ 51″ N, 9° 49′ 34″ O                        | Villa                                                  |                                                                   | 34583337 |      |
| Ziegelmasch 51° 58′ 30″ N, 9° 50′ 0″ O                            | Grenzstein                                             |                                                                   | 34582565 | BW   |

### Östliche Stadterweiterung

#### Gruppe: Kriegerdenkmal 1914/18, 1939/56, Am Steinberg
Die Gruppe „Kriegerdenkmal 1914/18, 1939/56, Am Steinberg“ hat die ID 34574628.

| Lage                                    | Bezeichnung  | Beschreibung                    | ID       | Bild |
| --------------------------------------- | ------------ | ------------------------------- | -------- | ---- |
| Am Steinberg 51° 58′ 46″ N, 9° 50′ 4″ O | Gedenkstätte | Kriegerdenkmal 1914/18, 1939/56 | 34580252 |      |

#### Gruppe: Antonianger 2–5
Die Gruppe „Antonianger 2-5“ hat die ID 34574642.

| Lage                                      | Bezeichnung | Beschreibung | ID       | Bild |
| ----------------------------------------- | ----------- | ------------ | -------- | ---- |
| Antonianger 2 51° 59′ 10″ N, 9° 49′ 49″ O | Wohnhaus    |              | 34580275 |      |
| Antonianger 3 51° 59′ 10″ N, 9° 49′ 51″ O | Wohnhaus    |              | 34580297 |      |
| Antonianger 4 51° 59′ 11″ N, 9° 49′ 53″ O | Wohnhaus    |              | 34580319 |      |
| Antonianger 5 51° 59′ 12″ N, 9° 49′ 54″ O | Wohnhaus    |              | 34580341 |      |

#### Gruppe: Bismarckstraße 24–27
Die Gruppe „Bismarckstraße 24-27“ hat die ID 34574656.

| Lage                                          | Bezeichnung | Beschreibung | ID       | Bild |
| --------------------------------------------- | ----------- | ------------ | -------- | ---- |
| Bismarckstraße 24 51° 59′ 17″ N, 9° 49′ 42″ O | Wohnhaus    |              | 34580363 |      |
| Bismarckstraße 25 51° 59′ 17″ N, 9° 49′ 43″ O | Wohnhaus    |              | 34580385 |      |
| Bismarckstraße 26 51° 59′ 16″ N, 9° 49′ 43″ O | Wohnhaus    |              | 34580407 |      |
| Bismarckstraße 27 51° 59′ 16″ N, 9° 49′ 43″ O | Wohnhaus    |              | 34580429 |      |

#### Gruppe: Eimser Weg 2–4
Die Gruppe „Eimser Weg 2-4“ hat die ID 34574685.

| Lage                                     | Bezeichnung | Beschreibung | ID       | Bild |
| ---------------------------------------- | ----------- | ------------ | -------- | ---- |
| Eimser Weg 2 51° 59′ 26″ N, 9° 49′ 36″ O | Wohnhaus    |              | 34576583 |      |
| Eimser Weg 3 51° 59′ 26″ N, 9° 49′ 36″ O | Wohnhaus    |              | 34576608 |      |
| Eimser Weg 4 51° 59′ 27″ N, 9° 49′ 36″ O | Wohnhaus    |              | 34576630 |      |

#### Gruppe: Eimser Weg 7–10
Die Gruppe „Eimser Weg 7-10“ hat die ID 34574699.

| Lage                                      | Bezeichnung | Beschreibung | ID       | Bild |
| ----------------------------------------- | ----------- | ------------ | -------- | ---- |
| Eimser Weg 7 51° 59′ 29″ N, 9° 49′ 35″ O  | Wohnhaus    |              | 34576652 |      |
| Eimser Weg 8 51° 59′ 29″ N, 9° 49′ 35″ O  | Wohnhaus    |              | 34576674 |      |
| Eimser Weg 9 51° 59′ 30″ N, 9° 49′ 35″ O  | Wohnhaus    |              | 34576696 |      |
| Eimser Weg 10 51° 59′ 31″ N, 9° 49′ 35″ O | Wohnhaus    |              | 34576718 |      |

#### Gruppe: Gudewillstraße 4–6
Die Gruppe „Gudewillstraße 4-6“ hat die ID 34574728.

| Lage                                         | Bezeichnung | Beschreibung | ID       | Bild |
| -------------------------------------------- | ----------- | ------------ | -------- | ---- |
| Gudewillstraße 4 51° 59′ 24″ N, 9° 49′ 23″ O | Wohnhaus    |              | 34576830 |      |
| Gudewillstraße 5 51° 59′ 24″ N, 9° 49′ 22″ O | Wohnhaus    |              | 34576852 |      |
| Gudewillstraße 6 51° 59′ 24″ N, 9° 49′ 21″ O | Wohnhaus    |              | 34576874 |      |

#### Gruppe: Heinzestraße 7–8
Die Gruppe „Heinzestraße 7-8“ hat die ID 34574760.

| Lage                                      | Bezeichnung | Beschreibung | ID       | Bild |
| ----------------------------------------- | ----------- | ------------ | -------- | ---- |
| Heinzestraße 7 51° 59′ 8″ N, 9° 49′ 58″ O | Wohnhaus    |              | 34576927 |      |
| Heinzestraße 8 51° 59′ 8″ N, 9° 49′ 59″ O | Wohnhaus    |              | 34576949 |      |

#### Gruppe: Kaiser-Wilhelm-Straße 2–3
Die Gruppe „Kaiser-Wilhelm-Straße 2-3“ hat die ID 34574917.

| Lage                                                | Bezeichnung | Beschreibung | ID       | Bild |
| --------------------------------------------------- | ----------- | ------------ | -------- | ---- |
| Kaiser-Wilhelm-Straße 2 51° 59′ 25″ N, 9° 49′ 29″ O | Wohnhaus    |              | 34578334 |      |
| Kaiser-Wilhelm-Straße 3 51° 59′ 25″ N, 9° 49′ 29″ O | Wohnhaus    |              | 34578356 |      |

#### Gruppe: Arbeitsamt und Wohnhäuser
Die Gruppe „Arbeitsamt und Wohnhäuser“ hat die ID 34574931.

| Lage                                                 | Bezeichnung | Beschreibung | ID       | Bild |
| ---------------------------------------------------- | ----------- | ------------ | -------- | ---- |
| Kaiser-Wilhelm-Straße 40 51° 59′ 29″ N, 9° 49′ 27″ O | Wohnhaus    |              | 34578378 |      |
| Kaiser-Wilhelm-Straße 41 51° 59′ 28″ N, 9° 49′ 27″ O | Arbeitsamt  |              | 34578400 |      |
| Schillerstraße 1 51° 59′ 28″ N, 9° 49′ 26″ O         | Wohnhaus    |              | 34578722 |      |

#### Gruppe: Amtsgericht Kalandstraße 1
Die Gruppe „Amtsgericht Kalandstraße 1“ hat die ID 42860700.

| Lage                                       | Bezeichnung                          | Beschreibung | ID       | Bild |
| ------------------------------------------ | ------------------------------------ | ------------ | -------- | ---- |
| Kalandstraße 1 51° 59′ 15″ N, 9° 49′ 43″ O | Amtsgericht und ehemaliges Gefängnis |              | 34582442 |      |
| Kalandstraße 1 51° 59′ 14″ N, 9° 49′ 42″ O | Gefängnismauer                       |              | 42863036 |      |
| Kalandstraße 1 51° 59′ 14″ N, 9° 49′ 43″ O | Ehemaliges Stall- und Abortgebäude   |              | 42863011 |      |

#### Gruppe: Friedhof, Kapelle, Gedenkstätte – Walter-Gropius-Straße 14
Die Gruppe „Friedhof, Kapelle, Gedenkstätte – Walter-Gropius-Straße 14“ hat die ID 34575352.

| Lage                                              | Bezeichnung | Beschreibung | ID       | Bild |
| ------------------------------------------------- | ----------- | ------------ | -------- | ---- |
| Walter-Gropius-Ring 14 51° 59′ 21″ N, 9° 50′ 8″ O | Kapelle     |              | 34581340 |      |

#### Gruppe: Villa Ruhe
Die Gruppe „Villa Ruhe“ hat die ID 42860700.

| Lage                                       | Bezeichnung | Beschreibung | ID       | Bild |
| ------------------------------------------ | ----------- | ------------ | -------- | ---- |
| Kalandstraße 8 51° 59′ 16″ N, 9° 49′ 55″ O | Villa Ruhe  |              | 34578423 |      |
| Kalandstraße 8 51° 59′ 15″ N, 9° 49′ 56″ O | Park        |              | 34578452 |      |
| Kalandstraße 8 51° 59′ 17″ N, 9° 49′ 54″ O | Einfriedung |              | 34574945 |      |

#### Einzelbaudenkmale
| Lage                                                  | Bezeichnung         | Beschreibung       | ID       | Bild           |
| ----------------------------------------------------- | ------------------- | ------------------ | -------- | -------------- |
| Bismarckstraße 3 51° 59′ 11″ N, 9° 49′ 47″ O          | Wohnhaus            |                    | 34581930 |                |
| Bismarckstraße 20 51° 59′ 24″ N, 9° 49′ 41″ O         | Wohn-/Geschäftshaus |                    | 34581951 |                |
| Bismarckstraße 29 51° 59′ 13″ N, 9° 49′ 45″ O         | Wohnhaus            |                    | 34581972 |                |
| Burgfreiheit 51° 59′ 2″ N, 9° 49′ 24″ O               | Brücke              | Mühlengrabenbrücke | 34582012 |                |
| Eimser Weg 68 51° 59′ 51″ N, 9° 49′ 20″ O             | Wasserwerk          |                    | 34583541 |                |
| Eimser Weg 88 51° 59′ 32″ N, 9° 49′ 33″ O             | Villa               |                    | 34583378 |                |
| Eimser Weg 94 51° 59′ 28″ N, 9° 49′ 34″ O             | Wohnhaus            |                    | 34582054 |                |
| Gartenstraße 6 51° 58′ 59″ N, 9° 50′ 3″ O             | Wohnhaus            |                    | 34582074 |                |
| Goethestraße 4 51° 59′ 20″ N, 9° 49′ 14″ O            | Wohnhaus            |                    | 34582094 |                |
| Hauptstraße 7 51° 59′ 57″ N, 9° 49′ 17″ O             | Grenzstein          |                    | 34582542 |                |
| Hildesheimer Straße 51° 59′ 26″ N, 9° 49′ 31″ O       | Alter Friedhof      |                    | 34576971 |                |
| Hildesheimer Straße 1 51° 59′ 23″ N, 9° 49′ 29″ O     | Lemmersche Villa    |                    | 34582133 |                |
| Hildesheimer Straße 8 51° 59′ 24″ N, 9° 49′ 39″ O     | Wohnhaus            |                    | 34582153 |                |
| Hildesheimer Straße 78 51° 59′ 25″ N, 9° 49′ 39″ O    | Wohnhaus            |                    | 34582173 |                |
| Holzer Straße 17 51° 59′ 23″ N, 9° 49′ 27″ O          | Villa               |                    | 34578202 |                |
| Kaiser-Wilhelm-Straße 5 51° 59′ 27″ N, 9° 49′ 28″ O   | Torpfosten          |                    | 34582379 |                |
| Kaiser-Wilhelm-Straße 13 51° 59′ 32″ N, 9° 49′ 29″ O  | Wohnhaus Benscheidt |                    | 34582415 |                |
| Kalandstraße 2 51° 59′ 15″ N, 9° 49′ 46″ O            | Wohnhaus            |                    | 34582462 |                |
| Kalandstraße 3 51° 59′ 16″ N, 9° 49′ 47″ O            | Wohnhaus            |                    | 34582482 |                |
| Kalandstraße 9 51° 59′ 17″ N, 9° 49′ 56″ O            | Wohnhaus            |                    | 34582502 |                |
| Kreisstraße 404, km 1.040 51° 58′ 42″ N, 9° 51′ 12″ O | Grenzstein          |                    | 34587825 | Weitere Bilder |
| Marienstraße 3 51° 59′ 13″ N, 9° 49′ 52″ O            | Wohnhaus            |                    | 34582710 |                |
| Walter-Gropius-Ring 6 51° 59′ 0″ N, 9° 49′ 29″ O      | Wohnhaus            |                    | 34583146 |                |
| Warneweg 3 51° 59′ 8″ N, 9° 49′ 47″ O                 | Wohnhaus            |                    | 34583166 |                |

### Westliche Stadterweiterung

#### Gruppe: Lindenhof
Die Gruppe „Lindenhof“ hat die ID 34574713.

| Lage                                            | Bezeichnung      | Beschreibung | ID       | Bild |
| ----------------------------------------------- | ---------------- | ------------ | -------- | ---- |
| Göttinger Straße 59 51° 58′ 46″ N, 9° 49′ 2″ O  | Einfriedung      |              | 34576175 |      |
| Göttinger Straße 59 51° 58′ 46″ N, 9° 49′ 3″ O  | Villa Benscheidt |              | 34576763 | BW   |
| Göttinger Straße 59 51° 58′ 45″ N, 9° 49′ 3″ O  | Park             |              | 34576785 |      |
| Göttinger Straße 59a 51° 58′ 47″ N, 9° 49′ 4″ O | Gärtnerhaus      |              | 34576808 | BW   |

#### Gruppe: Schuhleistenfabrik Fagus-Werk
Die Gruppe „Schuhleistenfabrik Fagus-Werk“ hat die ID 34574742. Die Weltkulturerbe Schuhleistenfabrik Fagus-Werk – Kernbereich hat die ID 47696153.

| Lage                                              | Bezeichnung                                 | Beschreibung                                                                   | ID       | Bild           |
| ------------------------------------------------- | ------------------------------------------- | ------------------------------------------------------------------------------ | -------- | -------------- |
| Hannoversche Straße 58 51° 59′ 3″ N, 9° 48′ 43″ O | Zentraler Produktionskomplex                |                                                                                | 34576896 | Weitere Bilder |
| Hannoversche Straße 58 51° 59′ 1″ N, 9° 48′ 46″ O | Schmiedewerkstatt                           | Stanzmesserabteilung mit Schmiede, Außenschornstein, Schlosserei und Härteraum | 34577816 |                |
| Hannoversche Straße 58 51° 59′ 4″ N, 9° 48′ 45″ O | Lagergebäude                                | Späne- und Kohlenbunker                                                        | 34577870 |                |
| Hannoversche Straße 58 51° 59′ 3″ N, 9° 48′ 47″ O | Waagehäuschen mit Gleiswaage und Gleiswinde |                                                                                | 34577898 |                |
| Hannoversche Straße 58 51° 59′ 0″ N, 9° 48′ 43″ O | Pförtnerhaus                                |                                                                                | 34577926 |                |
| Hannoversche Straße 58 51° 59′ 0″ N, 9° 48′ 46″ O | Garagentrakt                                |                                                                                | 44730566 |                |

#### Einzelbaudenkmale
| Lage                                                                        | Bezeichnung               | Beschreibung | ID       | Bild |
| --------------------------------------------------------------------------- | ------------------------- | ------------ | -------- | ---- |
| Am Bahnhof 8 51° 58′ 57″ N, 9° 49′ 5″ O                                     | Landmaschinenfabrik Kappe |              | 34581698 |      |
| Auf der Hackelmasch 1 51° 58′ 58″ N, 9° 49′ 3″ O                            | Schuhleistenfabrik        |              | 34581882 |      |
| Auf der Hackelmasch 51° 59′ 0″ N, 9° 49′ 5″ O                               | Kriegerdenkmal 1914/18    |              | 34581838 |      |
| Auf der Hackelmasch 51° 59′ 12″ N, 9° 48′ 35″ O                             | Eisenbahnbrücke           |              | 34582114 | BW   |
| An der Vormasch 4 51° 58′ 50″ N, 9° 49′ 16″ O                               | Toranlage                 |              | 34581818 |      |
| Bahnhofstraße 51° 58′ 54″ N, 9° 49′ 11″ O                                   | Bismarckdenkmal           |              | 34581909 |      |
| Hannoversche Straße, Landesstraße 486, km 63,550 51° 59′ 4″ N, 9° 48′ 29″ O | Grenzstein                |              | 34582587 | BW   |
| Hannoversche Straße, Bundesstraße 3, km 64,750 52° 0′ 11″ N, 9° 47′ 49″ O   | Grenze der Stadt Alfeld   |              | 34589993 | BW   |

## Brunkensen

### Gruppe: Villa Allee 11
Die Gruppe „Villa Allee 11“ hat die ID 34575423.

| Lage                                | Bezeichnung    | Beschreibung | ID       | Bild |
| ----------------------------------- | -------------- | ------------ | -------- | ---- |
| Allee 11 51° 59′ 8″ N, 9° 45′ 42″ O | Villa Schmoldt |              | 34584487 | BW   |
| Allee 11 51° 59′ 7″ N, 9° 45′ 43″ O | Park           |              | 34584509 | BW   |

### Gruppe: Gutsanlage Glenetalstraße 45
Die Gruppe „Gutsanlage Glenetalstraße 45“ hat die ID 4575453.

| Lage                                          | Bezeichnung              | Beschreibung | ID       | Bild |
| --------------------------------------------- | ------------------------ | ------------ | -------- | ---- |
| Glenetalstraße 45 51° 59′ 29″ N, 9° 46′ 12″ O | Wohn-/Wirtschaftsgebäude |              | 34584617 | BW   |
| Glenetalstraße 45 51° 59′ 27″ N, 9° 46′ 12″ O | Herrenhaus               |              | 34584876 | BW   |
| Glenetalstraße 45 51° 59′ 30″ N, 9° 46′ 12″ O | Wohnhaus                 |              | 34584901 | BW   |
| Glenetalstraße 45 51° 59′ 30″ N, 9° 46′ 11″ O | Scheune                  |              | 34584925 | BW   |
| Glenetalstraße 45 51° 59′ 30″ N, 9° 46′ 9″ O  | Stall                    |              | 34584949 | BW   |

### Gruppe: Kirche, Gedenkstätten, Einfriedung
Die Gruppe „Kirche, Gedenkstätten, Einfriedung“ hat die ID 34575467.

| Lage                                       | Bezeichnung            | Beschreibung                                                            | ID       | Bild           |
| ------------------------------------------ | ---------------------- | ----------------------------------------------------------------------- | -------- | -------------- |
| Kirchstraße 43 51° 59′ 32″ N, 9° 46′ 12″ O | Einfriedung            |                                                                         | 34584463 | BW             |
| Kirchstraße 43 51° 59′ 31″ N, 9° 46′ 13″ O | Kriegerdenkmal 1870/71 |                                                                         | 34584703 | BW             |
| Kirchstraße 43 51° 59′ 31″ N, 9° 46′ 13″ O | St.-Martin-Kirche      | Ev. lutherische Kirche St. Martin, Turm um 1600, Saalbau 1720 errichtet | 34584749 | Weitere Bilder |
| Kirchstraße 43 51° 59′ 31″ N, 9° 46′ 12″ O | Kriegerdenkmal 1914/18 |                                                                         | 34584773 | BW             |

### Einzelbaudenkmale
| Lage                                           | Bezeichnung              | Beschreibung | ID       | Bild           |
| ---------------------------------------------- | ------------------------ | ------------ | -------- | -------------- |
| Allee 10 51° 59′ 10″ N, 9° 45′ 40″ O           | Gärtnerhaus              |              | 34584531 | BW             |
| Glenetalstraße 33 51° 59′ 36″ N, 9° 46′ 20″ O  | Wohn-/Wirtschaftsgebäude |              | 34584576 | BW             |
| Glenetalstraße 41 51° 59′ 33″ N, 9° 46′ 15″ O  | Wohn-/Wirtschaftsgebäude |              | 34584597 | BW             |
| Glenetalstraße 47 51° 59′ 23″ N, 9° 46′ 10″ O  | Gärtnerhaus              |              | 49047497 | BW             |
| Glenetalstraße 59 51° 59′ 26″ N, 9° 46′ 4″ O   | Doppelhaus               |              | 34584641 | BW             |
| Glenetalstraße 70 51° 59′ 21″ N, 9° 45′ 56″ O  | Gaststätte               |              | 34584661 | BW             |
| Glenetalstraße 103 51° 59′ 6″ N, 9° 45′ 25″ O  | Papiermühle              |              | 34584682 | BW             |
| Glenetalstraße 51° 58′ 59″ N, 9° 45′ 20″ O     | Lippoldshöhle            |              | 34584551 | Weitere Bilder |
| Glenetalstraße 51° 59′ 37″ N, 9° 46′ 20″ O     | Grenzstein               |              | 34584726 | BW             |
| Glenetalstraße 51° 59′ 55″ N, 9° 46′ 27″ O     | Grenzstein               |              | 34589971 | BW             |
| Kirchstraße 1 51° 59′ 32″ N, 9° 46′ 14″ O      | Pfarrhaus                |              | 34584796 | BW             |
| Obere Dorfstraße 20 51° 59′ 34″ N, 9° 46′ 5″ O | Wohn-/Wirtschaftsgebäude |              | 34584836 | BW             |
| Obere Dorfstraße 10 51° 59′ 30″ N, 9° 46′ 5″ O | Wohnhaus                 |              | 34584816 | BW             |
| Schmiedestraße 1 51° 59′ 34″ N, 9° 46′ 21″ O   | Wohn-/Wirtschaftsgebäude |              | 34584856 | BW             |

## Dehnsen

### Gruppe: Hofanlage An der Bundesstraße 8
Die Gruppe „Hofanlage An der Bundesstraße 8“ hat die ID 34575482.

| Lage                                             | Bezeichnung | Beschreibung | ID       | Bild |
| ------------------------------------------------ | ----------- | ------------ | -------- | ---- |
| An der Bundesstraße 8 52° 1′ 12″ N, 9° 46′ 37″ O | Wohnhaus    |              | 34585329 | BW   |
| An der Bundesstraße 8 52° 1′ 13″ N, 9° 46′ 39″ O | Stall       |              | 34585373 | BW   |
| An der Bundesstraße 8 52° 1′ 11″ N, 9° 46′ 39″ O | Remise      |              | 34585417 | BW   |
| An der Bundesstraße 8 52° 1′ 11″ N, 9° 46′ 38″ O | Scheune     |              | 34585461 | BW   |

### Gruppe: Hofanlage An der Bundesstraße 27
Die Gruppe „Hofanlage An der Bundesstraße 27“ hat die ID 34575496.

| Lage                                              | Bezeichnung        | Beschreibung | ID       | Bild |
| ------------------------------------------------- | ------------------ | ------------ | -------- | ---- |
| An der Bundesstraße 27 52° 1′ 20″ N, 9° 46′ 29″ O | Wohnhaus           |              | 34585351 | BW   |
| An der Bundesstraße 27 52° 1′ 21″ N, 9° 46′ 28″ O | Anbau              |              | 34585395 | BW   |
| An der Bundesstraße 27 52° 1′ 21″ N, 9° 46′ 30″ O | Wirtschaftsgebäude |              | 34585439 | BW   |

### Gruppe: Hofanlage Neuer Weg 1
Die Gruppe „Hofanlage Neuer Weg 1“ hat die ID 34575510.

| Lage                                   | Bezeichnung        | Beschreibung | ID       | Bild |
| -------------------------------------- | ------------------ | ------------ | -------- | ---- |
| Neuer Weg 1 52° 1′ 21″ N, 9° 46′ 24″ O | Wirtschaftsgebäude |              | 34585245 | BW   |
| Neuer Weg 1 52° 1′ 20″ N, 9° 46′ 25″ O | Scheune            |              | 34585267 | BW   |

### Einzelbaudenkmale
| Lage                                                  | Bezeichnung              | Beschreibung   | ID       | Bild |
| ----------------------------------------------------- | ------------------------ | -------------- | -------- | ---- |
| An der Bundesstraße 13, 15 52° 0′ 46″ N, 9° 47′ 18″ O | Wohnhaus                 | Doppelwohnhaus | 34585083 | BW   |
| An der Bundesstraße 33 52° 1′ 23″ N, 9° 46′ 27″ O     | Scheune                  |                | 34585125 | BW   |
| An der Bundesstraße 41 52° 1′ 26″ N, 9° 46′ 23″ O     | Wohnhaus                 |                | 34585145 | BW   |
| An der Bundesstraße 45 52° 1′ 29″ N, 9° 46′ 21″ O     | Wohnhaus                 |                | 34585165 | BW   |
| Bornbrink 2 52° 1′ 17″ N, 9° 46′ 33″ O                | Wohn-/Wirtschaftsgebäude |                | 34585185 | BW   |
| Bornbrink 6 52° 1′ 18″ N, 9° 46′ 29″ O                | Dorfschule               |                | 34585036 | BW   |
| Bornbrink 6 52° 1′ 18″ N, 9° 46′ 29″ O                | Vorplatz der Dorfschule  |                | 34585011 | BW   |
| Bornbrink 7 52° 1′ 17″ N, 9° 46′ 27″ O                | Kirche                   |                | 34585205 | BW   |
| Sonnenweg 3 52° 1′ 25″ N, 9° 46′ 16″ O                | Wirtschaftsgebäude       |                | 34585289 | BW   |
| Waldstraße 9 52° 1′ 23″ N, 9° 46′ 17″ O               | Wohnhaus                 |                | 34585309 | BW   |
| Waldstraße 10 52° 1′ 24″ N, 9° 46′ 14″ O              | Scheune                  |                | 34585225 | BW   |

## Eimsen

### Gruppe: Villenanlage Hauptstraße 38
Die Gruppe „Villenanlage Hauptstraße 38“ hat die ID 34575524.

| Lage                                     | Bezeichnung  | Beschreibung | ID       | Bild |
| ---------------------------------------- | ------------ | ------------ | -------- | ---- |
| Hauptstraße 38 52° 0′ 12″ N, 9° 49′ 1″ O | Einfriedung  |              | 34585505 |      |
| Hauptstraße 38 52° 0′ 11″ N, 9° 49′ 3″ O | Villa        |              | 34585576 |      |
| Hauptstraße 38 52° 0′ 11″ N, 9° 49′ 4″ O | Nebengebäude |              | 34585599 |      |
| Hauptstraße 38 52° 0′ 11″ N, 9° 49′ 2″ O | Park         |              | 34585622 |      |

### Gruppe: Kirche, Friedhof, Gedenkstätte
Die Gruppe „Kirche, Friedhof, Gedenkstätte“ hat die ID 34575539.

| Lage                                         | Bezeichnung            | Beschreibung         | ID       | Bild |
| -------------------------------------------- | ---------------------- | -------------------- | -------- | ---- |
| Heimbergstraße 25 52° 0′ 21″ N, 9° 49′ 11″ O | Kirche                 | St.-Pancratii-Kirche | 34585695 |      |
| Heimbergstraße 25 52° 0′ 21″ N, 9° 49′ 10″ O | Friedhof               |                      | 34585718 |      |
| Heimbergstraße 25 52° 0′ 21″ N, 9° 49′ 12″ O | Kriegerdenkmal 1914/18 |                      | 34585740 |      |

### Gruppe: Hofanlage Heimbergstraße 26
Die Gruppe „Hofanlage Heimbergstraße 26“ hat die ID 34575553.

| Lage                                         | Bezeichnung  | Beschreibung | ID       | Bild |
| -------------------------------------------- | ------------ | ------------ | -------- | ---- |
| Heimbergstraße 26 52° 0′ 20″ N, 9° 49′ 13″ O | Wohnhaus     |              | 34585552 |      |
| Heimbergstraße 26 52° 0′ 19″ N, 9° 49′ 12″ O | Stallscheune |              | 34585664 |      |

### Einzelbaudenkmale
| Lage                                       | Bezeichnung        | Beschreibung | ID       | Bild |
| ------------------------------------------ | ------------------ | ------------ | -------- | ---- |
| Heimbergstraße 6 52° 0′ 13″ N, 9° 49′ 5″ O | Wirtschaftsgebäude |              | 34585644 | BW   |

## Föhrste

### Gruppe: Hofanlage Lindtor 19
Die Gruppe „Hofanlage Lindtor 19“ hat die ID 34575568.

| Lage                                   | Bezeichnung        | Beschreibung | ID       | Bild |
| -------------------------------------- | ------------------ | ------------ | -------- | ---- |
| Lindtor 19 51° 57′ 51″ N, 9° 50′ 23″ O | Wohnhaus           |              | 34586131 | BW   |
| Lindtor 19 51° 57′ 52″ N, 9° 50′ 25″ O | Scheune            |              | 34586176 | BW   |
| Lindtor 19 51° 57′ 51″ N, 9° 50′ 25″ O | Stall              |              | 34586222 | BW   |
| Lindtor 19 51° 57′ 52″ N, 9° 50′ 23″ O | Wirtschaftsgebäude |              | 34586267 | BW   |

### Gruppe: Kirche, Kirchhof, Kriegerdenkmal
Die Gruppe „Kirche, Kirchhof, Kriegerdenkmal“ hat die ID 34575583.

| Lage                                | Bezeichnung    | Beschreibung       | ID       | Bild |
| ----------------------------------- | -------------- | ------------------ | -------- | ---- |
| Masch 1 51° 57′ 47″ N, 9° 50′ 24″ O | Kirche         | St.-Andreas-Kirche | 34585998 | BW   |
| Masch 1 51° 57′ 46″ N, 9° 50′ 23″ O | Kirchhof       |                    | 34586020 | BW   |
| Masch 1 51° 57′ 46″ N, 9° 50′ 23″ O | Kriegerdenkmal |                    | 34586042 | BW   |

### Gruppe: Hofanlage Wilhelmstraße 20
Die Gruppe „Hofanlage Wilhelmstraße 20“ hat die ID 34575598.

| Lage                                         | Bezeichnung              | Beschreibung | ID       | Bild |
| -------------------------------------------- | ------------------------ | ------------ | -------- | ---- |
| Wilhelmstraße 20 51° 57′ 47″ N, 9° 50′ 17″ O | Wohn-/Wirtschaftsgebäude |              | 34585847 | BW   |
| Wilhelmstraße 20 51° 57′ 46″ N, 9° 50′ 17″ O | Scheune                  |              | 34586153 | BW   |

### Gruppe: Friedhof Wispensteiner Straße
Die Gruppe „Friedhof Wispensteiner Straße“ hat die ID 34575613.

| Lage                                             | Bezeichnung | Beschreibung | ID       | Bild |
| ------------------------------------------------ | ----------- | ------------ | -------- | ---- |
| Wispensteiner Straße 51° 57′ 31″ N, 9° 50′ 34″ O | Friedhof    |              | 34586109 | BW   |

### Einzelbaudenkmale
| Lage                                          | Bezeichnung | Beschreibung | ID       | Bild |
| --------------------------------------------- | ----------- | ------------ | -------- | ---- |
| Alfelder Straße 16 51° 57′ 50″ N, 9° 50′ 5″ O | Wohnhaus    |              | 34585870 | BW   |
| Lindtor 13 51° 57′ 48″ N, 9° 50′ 21″ O        | Wohnhaus    |              | 34585913 | BW   |
| Lindtor 17 51° 57′ 49″ N, 9° 50′ 22″ O        | Pfarrhaus   |              | 34585934 | BW   |
| Wilhelmstraße 18 51° 57′ 48″ N, 9° 50′ 16″ O  | Wohnhaus    |              | 34586065 | BW   |

## Gerzen

### Gruppe: Wohnhäuser, Am Buchenbrink
Die Gruppe „Wohnhäuser, Am Buchenbrink“ hat die ID 34575627.

| Lage                                             | Bezeichnung | Beschreibung | ID       | Bild |
| ------------------------------------------------ | ----------- | ------------ | -------- | ---- |
| Am Buchenbrink 1 51° 58′ 7″ N, 9° 48′ 22″ O      | Wohnhaus    |              | 34586533 | BW   |
| Am Buchenbrink 2 51° 58′ 9″ N, 9° 48′ 21″ O      | Wohnhaus    |              | 34586555 | BW   |
| Am Buchenbrink 4 51° 58′ 9″ N, 9° 48′ 20″ O      | Wohnhaus    |              | 34586600 | BW   |
| Am Buchenbrink 5 51° 58′ 9″ N, 9° 48′ 18″ O      | Wohnhaus    |              | 34586622 | BW   |
| Am Buchenbrink 6 51° 58′ 9″ N, 9° 48′ 20″ O      | Wohnhaus    |              | 34586644 | BW   |
| Am Buchenbrink 7 51° 58′ 9″ N, 9° 48′ 17″ O      | Wohnhaus    |              | 34586666 | BW   |
| Am Buchenbrink 8 51° 58′ 10″ N, 9° 48′ 19″ O     | Wohnhaus    |              | 34586688 | BW   |
| Am Buchenbrink 9 51° 58′ 10″ N, 9° 48′ 17″ O     | Wohnhaus    |              | 34586710 | BW   |
| Am Buchenbrink 10 51° 58′ 10″ N, 9° 48′ 18″ O    | Wohnhaus    |              | 34586732 | BW   |
| Am Buchenbrink 11 51° 58′ 10″ N, 9° 48′ 15″ O    | Wohnhaus    |              | 34586754 | BW   |
| Am Buchenbrink 12 51° 58′ 11″ N, 9° 48′ 17″ O    | Wohnhaus    |              | 34586776 | BW   |
| Am Buchenbrink 13 51° 58′ 11″ N, 9° 48′ 14″ O    | Wohnhaus    |              | 34586798 | BW   |
| Am Buchenbrink 14 51° 58′ 11″ N, 9° 48′ 17″ O    | Wohnhaus    |              | 34586826 | BW   |
| Am Buchenbrink 16 51° 58′ 11″ N, 9° 48′ 16″ O    | Wohnhaus    |              | 34586849 | BW   |
| Am Buchenbrink 17 51° 58′ 12″ N, 9° 48′ 14″ O    | Wohnhaus    |              | 34586871 | BW   |
| Am Buchenbrink 18 51° 58′ 12″ N, 9° 48′ 15″ O    | Wohnhaus    |              | 34586893 | BW   |
| Am Buchenbrink 19 51° 58′ 13″ N, 9° 48′ 15″ O    | Wohnhaus    |              | 34586915 | BW   |
| Am Buchenbrink 21 51° 58′ 13″ N, 9° 48′ 16″ O    | Wohnhaus    |              | 34586937 | BW   |
| Am Buchenbrink 23 51° 58′ 14″ N, 9° 48′ 18″ O    | Wohnhaus    |              | 34586982 | BW   |
| Am Buchenbrink 24 51° 58′ 12″ N, 9° 48′ 19″ O    | Wohnhaus    |              | 34587004 | BW   |
| Am Buchenbrink 25 51° 58′ 14″ N, 9° 48′ 19″ O    | Wohnhaus    |              | 34587026 | BW   |
| Am Buchenbrink 26 51° 58′ 13″ N, 9° 48′ 19″ O    | Wohnhaus    |              | 34587048 | BW   |
| Am Buchenbrink 27 51° 58′ 14″ N, 9° 48′ 20″ O    | Wohnhaus    |              | 34587070 | BW   |
| Am Buchenbrink 28 51° 58′ 13″ N, 9° 48′ 20″ O    | Wohnhaus    |              | 34587092 | BW   |
| Am Buchenbrink 29 51° 58′ 13″ N, 9° 48′ 21″ O    | Wohnhaus    |              | 34587114 | BW   |
| Am Buchenbrink 31 51° 58′ 13″ N, 9° 48′ 21″ O    | Wohnhaus    |              | 34587136 | BW   |
| Am Buchenbrink 32 51° 58′ 12″ N, 9° 48′ 22″ O    | Wohnhaus    |              | 34587158 | BW   |
| Am Buchenbrink 33 51° 58′ 13″ N, 9° 48′ 22″ O    | Wohnhaus    |              | 34587180 | BW   |
| Am Buchenbrink 34 51° 58′ 12″ N, 9° 48′ 22″ O    | Wohnhaus    |              | 34587202 | BW   |
| Am Buchenbrink 35 51° 58′ 13″ N, 9° 48′ 23″ O    | Wohnhaus    |              | 34587223 | BW   |
| Am Buchenbrink 36 51° 58′ 11″ N, 9° 48′ 23″ O    | Wohnhaus    |              | 34587245 | BW   |
| Am Buchenbrink 38 51° 58′ 10″ N, 9° 48′ 23″ O    | Wohnhaus    |              | 34587266 | BW   |
| Hermann-Gils-Straße 2 51° 58′ 8″ N, 9° 48′ 20″ O | Wohnhaus    |              | 34587443 | BW   |

### Gruppe: Kirchenanlage Gerzen
Die Gruppe „Kirchenanlage Gerzen“ hat die ID 49086447.

| Lage                                       | Bezeichnung          | Beschreibung | ID       | Bild |
| ------------------------------------------ | -------------------- | ------------ | -------- | ---- |
| An der Kirche 6 51° 57′ 52″ N, 9° 48′ 7″ O | Einfriedung          |              | 34586370 | BW   |
| An der Kirche 6 51° 57′ 52″ N, 9° 48′ 7″ O | St.-Michaelis-Kirche |              | 34587337 | BW   |

### Gruppe: Hofanlage Grünenplaner Straße 11
Die Gruppe „Hofanlage Grünenplaner Straße 11“ hat die ID 34575641.

| Lage                                              | Bezeichnung              | Beschreibung | ID       | Bild |
| ------------------------------------------------- | ------------------------ | ------------ | -------- | ---- |
| Grünenplaner Straße 11 51° 57′ 59″ N, 9° 48′ 3″ O | Torpfeiler               |              | 34587421 | BW   |
| Grünenplaner Straße 11 51° 57′ 58″ N, 9° 48′ 3″ O | Wohn-/Wirtschaftsgebäude |              | 34587519 | BW   |
| Grünenplaner Straße 11 51° 57′ 57″ N, 9° 48′ 3″ O | Scheune                  |              | 34587541 | BW   |
| Grünenplaner Straße 11 51° 57′ 59″ N, 9° 48′ 3″ O | Wirtschaftsgebäude       |              | 34587563 | BW   |
| Grünenplaner Straße 11 51° 57′ 58″ N, 9° 48′ 2″ O | Wirtschaftsgebäude       |              | 34587585 | BW   |

### Einzelbaudenkmale
| Lage                                        | Bezeichnung                     | Beschreibung                                            | ID       | Bild |
| ------------------------------------------- | ------------------------------- | ------------------------------------------------------- | -------- | ---- |
| An der Kirche 51° 57′ 53″ N, 9° 48′ 7″ O    | Kriegerdenkmal 1870/71, 1914-18 |                                                         | 34587316 | BW   |
| Gerzer Schlag 51° 58′ 13″ N, 9° 48′ 28″ O   | Meilenstein                     | Straßenbesserungsstein                                  | 34587359 | BW   |
| Gerzer Schlag 51° 58′ 16″ N, 9° 48′ 29″ O   | Brücke                          | Brücke über den Dohnser Bach                            | 34587381 | BW   |
| Tappenstraße 51° 57′ 54″ N, 9° 48′ 5″ O     | Ehrenmal                        | Ehrenmal für Gefallene und Vermisste des 2. Weltkrieges | 34586428 | BW   |
| Zur Wulfskammer 1 51° 58′ 1″ N, 9° 48′ 6″ O | Schulhaus                       |                                                         | 34586469 | BW   |

## Godenau

### Einzelbaudenkmale
| Lage                                                 | Bezeichnung    | Beschreibung | ID       | Bild |
| ---------------------------------------------------- | -------------- | ------------ | -------- | ---- |
| An der Bundesstraße 13/15 52° 0′ 47″ N, 9° 47′ 18″ O | Doppelwohnhaus |              | 34585083 | BW   |

## Hörsum
| Lage                                       | Bezeichnung                                     | Beschreibung                                               | ID       | Bild |
| ------------------------------------------ | ----------------------------------------------- | ---------------------------------------------------------- | -------- | ---- |
| Bachstraße 9 51° 58′ 26″ N, 9° 51′ 54″ O   | Baudenkmalgruppe Hofanlage Bachstraße 9         |                                                            | 34575655 | BW   |
| Bachstraße 9 51° 58′ 25″ N, 9° 51′ 54″ O   | Wohn-/Wirtschaftsgebäude                        | (Teil der Baudenkmalgruppe Hofanlage Bachstraße 9)         | 34587887 | BW   |
| Bachstraße 9 51° 58′ 26″ N, 9° 51′ 54″ O   | Scheune                                         | (Teil der Baudenkmalgruppe Hofanlage Bachstraße 9)         | 34587931 | BW   |
| Bachstraße 20 51° 58′ 24″ N, 9° 52′ 0″ O   | Baudenkmalgruppe Hofanlage Bachstraße 20        |                                                            | 34575669 | BW   |
| Bachstraße 20 51° 58′ 24″ N, 9° 52′ 0″ O   | Wohn-/Wirtschaftsgebäude                        | (Teil der Baudenkmalgruppe Hofanlage Bachstraße 20)        | 34587865 | BW   |
| Bachstraße 20 51° 58′ 23″ N, 9° 52′ 1″ O   | Scheune                                         | (Teil der Baudenkmalgruppe Hofanlage Bachstraße 20)        | 34587909 | BW   |
| Bachstraße 26 51° 58′ 22″ N, 9° 52′ 5″ O   | Wohnhaus                                        |                                                            | 34587695 | BW   |
| Horststraße 51° 58′ 28″ N, 9° 52′ 1″ O     | Baudenkmalgruppe Kirche, Gedenkstätte, Friedhof |                                                            | 34575683 | BW   |
| Horststraße 51° 58′ 28″ N, 9° 52′ 2″ O     | St.-Catharinen-Kirche                           | (Teil der Baudenkmalgruppe Kirche, Gedenkstätte, Friedhof) | 34587715 | BW   |
| Horststraße 51° 58′ 28″ N, 9° 52′ 2″ O     | Friedhof                                        | (Teil der Baudenkmalgruppe Kirche, Gedenkstätte, Friedhof) | 34587739 | BW   |
| Horststraße 51° 58′ 28″ N, 9° 52′ 1″ O     | Kriegerdenkmal 1914/18, 1939/45                 | (Teil der Baudenkmalgruppe Kirche, Gedenkstätte, Friedhof) | 34587761 | BW   |
| Horststraße 50 51° 58′ 27″ N, 9° 51′ 58″ O | Wohn-/Wirtschaftsgebäude                        |                                                            | 34587785 | BW   |
| Horststraße 73 51° 58′ 21″ N, 9° 52′ 12″ O | Wohn-/Wirtschaftsgebäude                        |                                                            | 34587805 | BW   |

## Imsen

### Einzelbaudenkmale
| Lage                                        | Bezeichnung              | Beschreibung      | ID       | Bild |
| ------------------------------------------- | ------------------------ | ----------------- | -------- | ---- |
| Imser Straße 11 51° 56′ 55″ N, 9° 50′ 15″ O | Kirche                   | St.-Urbani-Kirche | 34588083 |      |
| Imser Straße 22 51° 56′ 57″ N, 9° 50′ 8″ O  | Gasthaus                 |                   | 34588125 | BW   |
| Imser Straße 23 51° 56′ 56″ N, 9° 50′ 5″ O  | Wohn-/Wirtschaftsgebäude |                   | 34588146 | BW   |
| Imser Straße 51° 56′ 58″ N, 9° 50′ 25″ O    | Kriegerdenkmal           |                   | 34588104 | BW   |

## Langenholzen

### Gruppe: Hofanlage Am Burghof 1
Die Gruppe „Hofanlage Am Burghof 1“ hat die ID 34575697.

| Lage                                     | Bezeichnung | Beschreibung | ID       | Bild |
| ---------------------------------------- | ----------- | ------------ | -------- | ---- |
| Am Burghof 1 51° 59′ 41″ N, 9° 50′ 56″ O | Wohnhaus    |              | 34589435 |      |
| Am Burghof 1 51° 59′ 42″ N, 9° 50′ 55″ O | Scheune     |              | 34589502 |      |

### Gruppe: Hofanlage Forellenweg 1
Die Gruppe „Hofanlage Forellenweg 1“ hat die ID 34575711.

| Lage                                      | Bezeichnung | Beschreibung | ID       | Bild |
| ----------------------------------------- | ----------- | ------------ | -------- | ---- |
| Forellenweg 1 51° 59′ 37″ N, 9° 50′ 51″ O | Wohnhaus    |              | 34589412 |      |
| Forellenweg 1 51° 59′ 36″ N, 9° 50′ 52″ O | Scheune     |              | 34589480 | BW   |
| Forellenweg 1 51° 59′ 37″ N, 9° 50′ 51″ O | Anbau       |              | 34589547 | BW   |
| Forellenweg 1 51° 59′ 37″ N, 9° 50′ 52″ O | Anbau       |              | 48943327 |      |

### Gruppe: Hofanlage Forellenweg 2
Die Gruppe „Hofanlage Forellenweg 2“ hat die ID 34575753.

| Lage                                      | Bezeichnung        | Beschreibung | ID       | Bild |
| ----------------------------------------- | ------------------ | ------------ | -------- | ---- |
| Forellenweg 2 51° 59′ 36″ N, 9° 50′ 52″ O | Wohnhaus           |              | 34588789 |      |
| Forellenweg 2 51° 59′ 36″ N, 9° 50′ 52″ O | Wirtschaftsgebäude |              | 34589524 |      |

### Gruppe: Kirche, Schule, Kirchhof, Pfarrhof
Die Gruppe „Kirche, Schule, Kirchhof, Pfarrhof“ hat die ID 34575725.

| Lage                                    | Bezeichnung           | Beschreibung                                                   | ID       | Bild |
| --------------------------------------- | --------------------- | -------------------------------------------------------------- | -------- | ---- |
| Kirchtor 1 51° 59′ 39″ N, 9° 50′ 56″ O  | Küster- und Schulhaus | (Teil der Baudenkmalgruppe Kirche, Schule, Kirchhof, Pfarrhof) | 34589094 |      |
| Kirchtor 3 51° 59′ 38″ N, 9° 50′ 56″ O  | Bonifatius-Kirche     |                                                                | 34589116 |      |
| Kirchtor 3 51° 59′ 38″ N, 9° 50′ 56″ O  | Kirchhof              |                                                                | 34589138 | BW   |
| Kirchtor 3a 51° 59′ 38″ N, 9° 50′ 56″ O | Pfarrhaus             |                                                                | 34589164 |      |
| Kirchtor 3a 51° 59′ 37″ N, 9° 50′ 57″ O | Wirtschaftsgebäude    |                                                                | 48944093 | BW   |

### Gruppe: Wassermühle
Die Gruppe „Wassermühle“ hat die ID 34575739.

| Lage                                        | Bezeichnung  | Beschreibung | ID       | Bild |
| ------------------------------------------- | ------------ | ------------ | -------- | ---- |
| Mühlengasse 1-4 51° 59′ 43″ N, 9° 50′ 52″ O | Gewässer     | Warne        | 34588812 | BW   |
| Mühlengasse 1-4 51° 59′ 40″ N, 9° 50′ 51″ O | Mühlengraben |              | 34588901 | BW   |
| Mühlengasse 1-4 51° 59′ 42″ N, 9° 50′ 52″ O | Wassermühle  |              | 34589242 | BW   |
| Mühlengasse 1-4 51° 59′ 41″ N, 9° 50′ 52″ O | Scheune      |              | 34589267 | BW   |

### Einzelbaudenkmale
| Lage                                          | Bezeichnung                        | Beschreibung | ID       | Bild           |
| --------------------------------------------- | ---------------------------------- | ------------ | -------- | -------------- |
| Goldborn 7 51° 59′ 34″ N, 9° 50′ 50″ O        | Wohnhaus                           |              | 34589028 |                |
| Goldborn 9 51° 59′ 35″ N, 9° 50′ 50″ O        | Wohnhaus                           |              | 34589073 |                |
| Warnetalstraße 14 51° 59′ 45″ N, 9° 51′ 9″ O  | Wohn-/Wirtschaftsgebäude           |              | 34589341 |                |
| Warnetalstraße 51 51° 59′ 55″ N, 9° 51′ 22″ O | Wohn-/Wirtschaftsgebäude           |              | 34589361 |                |
| Warnetalstraße 51° 59′ 55″ N, 9° 51′ 22″ O    | Meilenstein                        |              | 34589215 | Weitere Bilder |
| Warnetalstraße 51° 59′ 40″ N, 9° 50′ 57″ O    | Kriegerdenkmal 1848/1866/1870-1871 |              | 34589291 |                |

## Limmer

### Gruppe: Kirche, Gedenkstätte, Friedhof
Die Gruppe „Kirche, Gedenkstätte, Friedhof“ hat die ID 34575767.

| Lage                                    | Bezeichnung    | Beschreibung | ID       | Bild           |
| --------------------------------------- | -------------- | ------------ | -------- | -------------- |
| Nordstraße 3 51° 59′ 55″ N, 9° 48′ 8″ O | Segenskirche   |              | 34590186 | Weitere Bilder |
| Nordstraße 3 51° 59′ 54″ N, 9° 48′ 7″ O | Kriegerdenkmal |              | 34590210 |                |
| Nordstraße 3 51° 59′ 54″ N, 9° 48′ 8″ O | Kirchhof       |              | 34590238 |                |

### Gruppe: Hofanlage Nordstraße 24
Die Gruppe „Hofanlage Nordstraße 24“ hat die ID 34575797.

| Lage                                   | Bezeichnung              | Beschreibung | ID       | Bild |
| -------------------------------------- | ------------------------ | ------------ | -------- | ---- |
| Nordstraße 24 52° 0′ 1″ N, 9° 48′ 6″ O | Wohn-/Wirtschaftsgebäude |              | 34590357 |      |
| Nordstraße 24 52° 0′ 1″ N, 9° 48′ 8″ O | Scheune                  |              | 34590401 |      |
| Nordstraße 24 52° 0′ 0″ N, 9° 48′ 6″ O | Durchfahrtsscheune       |              | 34590445 |      |

### Gruppe: Rittergut
Die Gruppe „Rittergut“ hat die ID 34575782.

| Lage                                    | Bezeichnung              | Beschreibung | ID       | Bild           |
| --------------------------------------- | ------------------------ | ------------ | -------- | -------------- |
| Rittergut 1 51° 59′ 54″ N, 9° 48′ 13″ O | Scheune                  |              | 34590098 | Weitere Bilder |
| Rittergut 1 51° 59′ 51″ N, 9° 48′ 19″ O | Park                     |              | 34590139 | Weitere Bilder |
| Rittergut 1 51° 59′ 50″ N, 9° 48′ 18″ O | Graft                    |              | 34590164 | Weitere Bilder |
| Rittergut 1 51° 59′ 51″ N, 9° 48′ 20″ O | Herrenhaus               |              | 34590335 | Weitere Bilder |
| Rittergut 1 51° 59′ 53″ N, 9° 48′ 19″ O | Wohn-/Wirtschaftsgebäude |              | 34590379 | Weitere Bilder |
| Rittergut 1 51° 59′ 51″ N, 9° 48′ 16″ O | Pferdestall              |              | 34590423 | Weitere Bilder |
| Rittergut 1 51° 59′ 53″ N, 9° 48′ 13″ O | Kuhstall                 |              | 34590467 | Weitere Bilder |
| Rittergut 1 51° 59′ 54″ N, 9° 48′ 16″ O | Scheune                  |              | 48974114 | Weitere Bilder |

### Gruppe: Wassermühle
Die Gruppe „Wassermühle“ hat die ID 34575409.

| Lage                                       | Bezeichnung  | Beschreibung | ID       | Bild |
| ------------------------------------------ | ------------ | ------------ | -------- | ---- |
| Brünighausen 5 51° 59′ 57″ N, 9° 46′ 32″ O | Wassermühle  |              | 34589847 | BW   |
| Brünighausen 5 51° 59′ 58″ N, 9° 46′ 33″ O | Nebengebäude |              | 34589875 | BW   |
| Brünighausen 5 51° 59′ 56″ N, 9° 46′ 32″ O | Mühlenbach   |              | 34589902 | BW   |

### Einzelbaudenkmale
| Lage                                       | Bezeichnung              | Beschreibung | ID       | Bild |
| ------------------------------------------ | ------------------------ | ------------ | -------- | ---- |
| Alte Heerstraße 52° 0′ 11″ N, 9° 47′ 49″ O | Gedenkstein              |              | 34590017 | BW   |
| Im Leinegrund 4 52° 0′ 3″ N, 9° 48′ 10″ O  | Wohnhaus                 |              | 34590038 |      |
| In der Gatze 4 52° 0′ 3″ N, 9° 48′ 11″ O   | Wohn-/Wirtschaftsgebäude |              | 34590058 |      |
| In der Gatze 5 52° 0′ 2″ N, 9° 48′ 10″ O   | Wohnhaus                 |              | 34590078 |      |
| Nordstraße 10 51° 59′ 57″ N, 9° 48′ 9″ O   | Pfarrhaus                |              | 34590268 |      |
| Nordstraße 37 52° 0′ 2″ N, 9° 48′ 1″ O     | Schule                   |              | 34590315 |      |
| Brünighausen 1a 52° 0′ 3″ N, 9° 46′ 34″ O  | Scheune                  |              | 34589945 | BW   |
| Brünighausen 3 52° 0′ 2″ N, 9° 46′ 34″ O   | Marstall                 |              | 34589925 | BW   |

## Lütgenholzen

### Gruppe: Hofanlage Lindenweg 3
Die Gruppe „Hofanlage Lindenweg 3“ hat die ID 34575811.

| Lage                                   | Bezeichnung | Beschreibung | ID       | Bild |
| -------------------------------------- | ----------- | ------------ | -------- | ---- |
| Lindenweg 3 52° 0′ 24″ N, 9° 45′ 53″ O | Scheune     |              | 34590646 | BW   |
| Lindenweg 3 52° 0′ 23″ N, 9° 45′ 52″ O | Stall       |              | 34590668 | BW   |
| Lindenweg 3 52° 0′ 23″ N, 9° 45′ 51″ O | Wohnhaus    |              | 34590624 | BW   |

### Einzelbaudenkmale
| Lage                                   | Bezeichnung | Beschreibung | ID       | Bild |
| -------------------------------------- | ----------- | ------------ | -------- | ---- |
| Lindenweg 5 52° 0′ 23″ N, 9° 45′ 48″ O | Kapelle     |              | 34590520 | BW   |

## Röllinghausen

### Gruppe: Kirche, Friedhof, Röllinghäuser Straße
Die Gruppe „Kirche, Friedhof, Röllinghäuser Straße“ hat die ID 34575825.

| Lage                                                | Bezeichnung | Beschreibung     | ID       | Bild |
| --------------------------------------------------- | ----------- | ---------------- | -------- | ---- |
| Röllinghäuser Straße 1a 51° 58′ 20″ N, 9° 50′ 19″ O | Kirche      | St.-Petri-Kirche | 34590733 | BW   |
| Röllinghäuser Straße 1a 51° 58′ 20″ N, 9° 50′ 18″ O | Friedhof    |                  | 34590755 | BW   |
| Röllinghäuser Straße 1a 51° 58′ 19″ N, 9° 50′ 19″ O | Einfriedung |                  | 34590777 | BW   |

### Einzelbaudenkmale
| Lage                                                | Bezeichnung              | Beschreibung | ID       | Bild |
| --------------------------------------------------- | ------------------------ | ------------ | -------- | ---- |
| Am Thie 51° 58′ 17″ N, 9° 50′ 19″ O                 | Kriegerdenkmal           |              | 34590712 | BW   |
| Röllinghäuser Straße 18 51° 58′ 21″ N, 9° 50′ 33″ O | Wohnhaus                 |              | 39051937 | BW   |
| Röllinghäuser Straße 20 51° 58′ 21″ N, 9° 50′ 35″ O | Wohn-/Wirtschaftsgebäude |              | 34590799 | BW   |
| Röllinghäuser Straße 22 51° 58′ 21″ N, 9° 50′ 37″ O | Wohn-/Wirtschaftsgebäude |              | 34590819 | BW   |

## Sack

### Gruppe: Kirche, Pfarrhaus, Friedhof
Die Gruppe „Kirche, Pfarrhaus, Friedhof“ hat die ID 34575840.

| Lage                                        | Bezeichnung      | Beschreibung                                | ID       | Bild |
| ------------------------------------------- | ---------------- | ------------------------------------------- | -------- | ---- |
| Am Hopfenberg 3 51° 59′ 56″ N, 9° 52′ 10″ O | Pfarrhaus        |                                             | 34591743 |      |
| Am Hopfenberg 5 51° 59′ 55″ N, 9° 52′ 9″ O  | St.-Georg-Kirche |                                             | 34591765 |      |
| Am Hopfenberg 5 51° 59′ 54″ N, 9° 52′ 9″ O  | Friedhof         | mittlerer und nördlicher Teil des Friedhofs | 34591788 |      |
| Am Hopfenberg 5 51° 59′ 54″ N, 9° 52′ 9″ O  | Friedhof         |                                             | 34591810 |      |

### Gruppe: Hofanlagen und Wohnhäuser Sackwaldstraße
Die Gruppe „Hofanlagen und Wohnhäuser Sackwaldstraße“ hat die ID 34575854.

| Lage                                           | Bezeichnung              | Beschreibung | ID       | Bild |
| ---------------------------------------------- | ------------------------ | ------------ | -------- | ---- |
| Sackwaldstraße 19 51° 59′ 59″ N, 9° 52′ 9″ O   | Wohn-/Wirtschaftsgebäude |              | 34592508 |      |
| Sackwaldstraße 19 51° 59′ 58″ N, 9° 52′ 10″ O  | Scheune                  |              | 34592790 |      |
| Sackwaldstraße 19 51° 59′ 58″ N, 9° 52′ 10″ O  | Stall                    |              | 34593080 |      |
| Sackwaldstraße 21 51° 59′ 58″ N, 9° 52′ 11″ O  | Wohn-/Wirtschaftsgebäude |              | 34591883 |      |
| Sackwaldstraße 23a 51° 59′ 58″ N, 9° 52′ 12″ O | Wohn-/Wirtschaftsgebäude |              | 34592581 |      |
| Sackwaldstraße 23a 51° 59′ 59″ N, 9° 52′ 12″ O | Stallscheune             |              | 34592856 |      |
| Sackwaldstraße 25 51° 59′ 57″ N, 9° 52′ 14″ O  | Wohnhaus                 |              | 34591979 |      |
| Sackwaldstraße 27 51° 59′ 57″ N, 9° 52′ 16″ O  | Wohn-/Wirtschaftsgebäude |              | 34592008 |      |
| Sackwaldstraße 29 51° 59′ 57″ N, 9° 52′ 17″ O  | Wohnhaus                 |              | 34592059 |      |
| Sackwaldstraße 31 51° 59′ 58″ N, 9° 52′ 19″ O  | Wohnhaus                 |              | 34592102 |      |
| Sackwaldstraße 33 51° 59′ 57″ N, 9° 52′ 19″ O  | Wohnhaus                 |              | 34592124 |      |
| Sackwaldstraße 35 51° 59′ 57″ N, 9° 52′ 19″ O  | Wohnhaus                 |              | 34592146 |      |
| Sackwaldstraße 37 51° 59′ 57″ N, 9° 52′ 20″ O  | Wohn-/Wirtschaftsgebäude |              | 34592651 |      |
| Sackwaldstraße 37 51° 59′ 57″ N, 9° 52′ 21″ O  | Stallscheune             |              | 34592922 |      |
| Sackwaldstraße 41 51° 59′ 57″ N, 9° 52′ 22″ O  | Wirtschaftsgebäude       |              | 34592196 | BW   |
| Sackwaldstraße 43 51° 59′ 56″ N, 9° 52′ 24″ O  | Wohn-/Wirtschaftsgebäude |              | 34592606 |      |
| Sackwaldstraße 43 51° 59′ 56″ N, 9° 52′ 23″ O  | Scheune                  |              | 34592878 |      |
| Sackwaldstraße 45 51° 59′ 55″ N, 9° 52′ 25″ O  | Wohnhaus                 |              | 34592443 |      |
| Sackwaldstraße 45 51° 59′ 56″ N, 9° 52′ 25″ O  | Scheune                  |              | 34592743 |      |
| Sackwaldstraße 47 51° 59′ 56″ N, 9° 52′ 27″ O  | Wohnhaus                 |              | 34592286 |      |
| Sackwaldstraße 49 51° 59′ 55″ N, 9° 52′ 27″ O  | Wohnhaus                 |              | 34592314 |      |
| Sackwaldstraße 51 51° 59′ 55″ N, 9° 52′ 29″ O  | Wohn-/Wirtschaftsgebäude |              | 34592531 |      |

### Einzelbaudenkmale
| Lage                                                  | Bezeichnung                 | Beschreibung | ID       | Bild |
| ----------------------------------------------------- | --------------------------- | ------------ | -------- | ---- |
| Holzer Berg 52° 0′ 19″ N, 9° 52′ 27″ O                | Ruine Schulenburger Kapelle |              | 34592379 |      |
| Sackwaldstraße 30 51° 59′ 56″ N, 9° 52′ 16″ O         | Wohnhaus                    |              | 34592082 |      |
| Sackwaldstraße 44 51° 59′ 55″ N, 9° 52′ 25″ O         | Wohn-/Wirtschaftsgebäude    |              | 34592244 |      |
| Sackwaldstraße 52 51° 59′ 54″ N, 9° 52′ 29″ O         | Wohnhaus                    | abgerissen   | 34592359 |      |
| Solbrink 51° 59′ 59″ N, 9° 52′ 8″ O                   | Kriegerdenkmal              |              | 34592400 |      |
| Landesstraße 485, km 20,820 52° 0′ 26″ N, 9° 52′ 8″ O | Brücke über den Warnebach   |              | 34591717 | BW   |

## Warzen
| Lage                                       | Bezeichnung              | Beschreibung | ID       | Bild |
| ------------------------------------------ | ------------------------ | ------------ | -------- | ---- |
| Am Knick 51° 59′ 4″ N, 9° 47′ 11″ O        | Grenzstein               |              | 34594346 | BW   |
| Buschstraße 3 51° 58′ 46″ N, 9° 47′ 15″ O  | Wohnhaus                 |              | 34594321 | BW   |
| Wardostraße 16 51° 58′ 44″ N, 9° 47′ 14″ O | Wohn-/Wirtschaftsgebäude |              | 34594412 | BW   |
| Wardostraße 51° 58′ 45″ N, 9° 47′ 16″ O    | Kapelle Warzen           |              | 34594370 |      |
| Wardostraße 51° 58′ 44″ N, 9° 47′ 15″ O    | Kriegerdenkmal           |              | 34594391 |      |

## Wettensen

### Gruppe: Hofanlage Siebenbergestraße 11
Die Gruppe „Hofanlage Siebenbergestraße 11“ hat die ID 34575883.

| Lage                                            | Bezeichnung              | Beschreibung         | ID       | Bild |
| ----------------------------------------------- | ------------------------ | -------------------- | -------- | ---- |
| Siebenbergestraße 11 52° 0′ 58″ N, 9° 48′ 16″ O | Hofanlage                |                      | 34594508 | BW   |
| Siebenbergestraße 11 52° 0′ 58″ N, 9° 48′ 15″ O | Wohn-/Wirtschaftsgebäude |                      | 34594572 | BW   |
| Siebenbergestraße 11 52° 0′ 58″ N, 9° 48′ 15″ O | Schafstall               |                      | 34594616 | BW   |
| Siebenbergestraße 11 52° 0′ 58″ N, 9° 48′ 14″ O | Scheune                  | Quereinfahrtsscheune | 34594660 | BW   |
| Siebenbergestraße 11 52° 0′ 58″ N, 9° 48′ 14″ O | Scheune                  |                      | 34594704 | BW   |

### Gruppe: Hofanlage Siebenbergestraße 17
Die Gruppe „Hofanlage Siebenbergestraße 17“ hat die ID 34575897.

| Lage                                           | Bezeichnung | Beschreibung | ID       | Bild |
| ---------------------------------------------- | ----------- | ------------ | -------- | ---- |
| Siebenbergestraße 17 52° 1′ 1″ N, 9° 48′ 14″ O | Wohnhaus    |              | 34594594 | BW   |
| Siebenbergestraße 17 52° 1′ 1″ N, 9° 48′ 13″ O | Scheune     |              | 34594638 | BW   |

### Einzelbaudenkmale
| Lage                                            | Bezeichnung                  | Beschreibung | ID       | Bild |
| ----------------------------------------------- | ---------------------------- | ------------ | -------- | ---- |
| Ernst-Fischer-Straße 52° 0′ 59″ N, 9° 48′ 10″ O | Kapelle Wettensen            |              | 34594487 | BW   |
| Siebenbergestraße 52° 1′ 24″ N, 9° 48′ 5″ O     | Jüdischer Friedhof Wettensen |              | 48861148 |      |

## Wispenstein

### Gruppe: Gutsanlage, von Crammscher Gutshof
Die Gruppe „Gutsanlage, von Crammscher Gutshof“ hat die ID 34575911.

| Lage                                      | Bezeichnung        | Beschreibung | ID       | Bild |
| ----------------------------------------- | ------------------ | ------------ | -------- | ---- |
| Am Gutshof 12 51° 57′ 8″ N, 9° 51′ 8″ O   | Wirtschaftsgebäude |              | 34594753 | BW   |
| Am Gutshof 12 51° 57′ 7″ N, 9° 51′ 12″ O  | Wirtschaftsgebäude |              | 34594778 | BW   |
| Am Gutshof 12 51° 57′ 8″ N, 9° 51′ 11″ O  | Gärfuttersilo      |              | 34594803 | BW   |
| Am Gutshof 12 51° 57′ 8″ N, 9° 51′ 16″ O  | Herrenhaus         |              | 34594943 | BW   |
| Am Gutshof 12 51° 57′ 7″ N, 9° 51′ 15″ O  | Turmstumpf         |              | 34594972 | BW   |
| Am Gutshof 12 51° 57′ 8″ N, 9° 51′ 17″ O  | Verwalterwohnung   |              | 34595000 | BW   |
| Am Gutshof 12 51° 57′ 9″ N, 9° 51′ 15″ O  | Brauhaus           |              | 34595028 | BW   |
| Am Gutshof 12 51° 57′ 7″ N, 9° 51′ 10″ O  | Scheune            |              | 34595055 | BW   |
| Am Gutshof 12 51° 57′ 9″ N, 9° 51′ 9″ O   | Scheune            |              | 34595082 | BW   |
| Am Gutshof 12 51° 57′ 10″ N, 9° 51′ 12″ O | Toranlage          |              | 34595112 | BW   |
| Am Gutshof 12 51° 57′ 10″ N, 9° 51′ 15″ O | Grünfläche         |              | 34595138 | BW   |

### Einzelbaudenkmale
| Lage                                      | Bezeichnung              | Beschreibung | ID       | Bild |
| ----------------------------------------- | ------------------------ | ------------ | -------- | ---- |
| Am Gutshof 3a 51° 57′ 12″ N, 9° 51′ 8″ O  | Durchfahrtsscheune       |              | 34594875 | BW   |
| Am Gutshof 6 51° 57′ 11″ N, 9° 51′ 9″ O   | Wohnhaus                 |              | 34594918 | BW   |
| Am Gutshof 15 51° 57′ 11″ N, 9° 51′ 12″ O | Wohn-/Wirtschaftsgebäude |              | 34595164 | BW   |
| Am Gutshof 51° 57′ 11″ N, 9° 51′ 7″ O     | Wispebrücke              |              | 34594854 | BW   |
| Burganger 9 51° 57′ 16″ N, 9° 51′ 8″ O    | Wassermühle              |              | 34595184 | BW   |
| Burganger 22 51° 57′ 14″ N, 9° 51′ 5″ O   | Dorfschänke              |              | 34595230 | BW   |
| Burganger 31 51° 57′ 8″ N, 9° 51′ 4″ O    | Gärtnerhaus              |              | 34595252 | BW   |
| Burganger 51° 57′ 7″ N, 9° 51′ 0″ O       | Bruchsteinmauer          |              | 34595272 | BW   |
| Pappelstraße 51° 57′ 6″ N, 9° 50′ 52″ O   | Kriegerdenkmal           |              | 34595292 | BW   |